# ایران افشاری
ایران افشاری که به شاهنشاهی افشاری نیز مشهور است، یک شاهنشاهی ایرانی پایه‌گذاری‌شده به‌دست نادرشاه از ایل ترک‌تبار افشار بود که در میانهٔ سدهٔ هجدهم میلادی بین سال‌های ۱۷۳۶ تا ۱۷۹۶ م برابر با ۱۱۱۴ تا ۱۱۷۴ ه‍.خ (۱۱۴۸ تا ۱۲۱۰ ه‍.ق) بر سرزمین ایران فرمانروایی کرد. این دودمان در سال ۱۷۳۶ م به‌دست نادر و با کشتن دومین شاه هوتکی، اشرف افغان و سپس خلع شاه عباس سوم از پادشاهی، بنیان نهاده شد.
در عهد پادشاهی نادرشاه، ایران به پهناورترین گستره‌اش از زمان سرنگونی شاهنشاهی ساسانی رسید. نادرشاه بر تمامی یا بخش‌هایی از کشورهای کنونی ایران، ارمنستان، گرجستان، جمهوری آذربایجان، افغانستان، تاجیکستان، بحرین، ترکمنستان، ازبکستان، پاکستان، هندوستان، عراق، کویت، ترکیه، امارات متحده عربی و عمان تسلط داشت. با مرگ او، شاهنشاهی وی به‌سرعت از هم فروپاشید و سپس میان دودمان زند، درانی‌ها، خانات قفقاز و خانات کلات تقسیم شد، هنگامی که تنها بخش‌هایی از خراسان تحت پادشاهی بازماندگان نادرشاه باقی ماند. در نهایت، در سال ۱۷۹۶ م. مصادف با سال ۱۱۷۴–۱۱۷۵ خ. آقامحمدخان قاجار با چیرگی بر خراسان و از بین بردن یکی از بازماندگان نادر، به نام شاهرخ‌شاه، دوباره ایران را یکپارچه کرد و دودمان قاجار را بر ایران چیره ساخت.
نام سلسله افشار از نام ایل افشار، یکی از قبایل ترکمان در شمال شرقی ایران، گرفته شده است. ایل افشار اوایل سده هفدهم میلادی، توسط شاه عباس یکم صفوی و برای دفاع از مرزها در برابر ازبک‌ها، از آذربایجان به مناطق شمال شرقی کوچانده شده بودند.

## پیش‌زمینه
نادرشاه افشار در سال ۱۰۶۶ خورشیدی در ایل افشار (یکی از قبایل ترکمان) در درگز در شمال خراسان به دنیا آمد. این ایل به دو شعبه بزرگ تقسیم می‌شد: یکی قاسملو و دیگری قرخلو؛ نادر شاه افشار از شعبه اخیر بود. ایل قرخلو را شاه اسماعیل یکم از آذربایجان به خراسان کوچاند و در شمال آن سرزمین، در نواحی ابیورد و درگز و باخرز تا حدود مرو جای داد؛ تا در برابر ازبک‌ها و ترکمان‌های مهاجم سدی باشند. تعداد بسیاری از این ایل‌ها در زمان شاه عباس یکم در ایل شاهسون ادغام گشتند.
هرگاه حکومتِ مرکزی در ایران رو به زوال می‌نهاد و روزگارِ «ملوکُ الطَّوایِفی» می‌رسید، رهبری نیرومند از عَشایِر از فرصت بهره می‌جُست و نفوذِ خویش را گسترش می‌داد و با حمله به راه‌های بازرگانی یا تأمینِ امنیت‌شان قدرتِ خویش را می‌افزود. او بایست نهایتاً آن اندازه سرباز، سلاح، پول و وفاداریِ کسانی که امنیت‌شان را تأمین کرده بود، به‌دست می‌آورْد تا بتواند با بازماندگانِ حکومتِ پیشین به مبارزه برخیزد و موفق شود. او می‌بایست منافع را فراگروهی و فراعشیره‌ای می‌دید و آنها را تأمین و محکم می‌کرد. نادر از سال ۱۱۳۹ ه‍.ق/۱۷۲۶ م، دقیقاً چنین کرده بود و به‌عنوان تهماسب قلی‌خان، اقداماتش مشروعیت داده شد و در دورهٔ پاک‌سازیِ ایران از دشمنانِ حکومت صفوی، از جانبِ اکثریتِ ایرانیان حمایت می‌شد. او تلاش بسیاری کرد، تا مانعِ اختلالِ خلعِ تهماسب در مقولهٔ مشروعیت شود. او کوشید تا نشان دهد که نسبت به این مشروعیت بی‌احترامی نمی‌کند. عزلِ تهماسب به‌خاطر اثباتِ این موضوع بود که حفظِ مشروعیت، بهای بسیار سنگینی دارد. عباس سوم به‌عنوان نمادِ مشروعیت، چندان ارزشمند نبود و تواناییِ ایستادگی در برابر نادر را نداشت.

## تاریخ

### نادرشاه

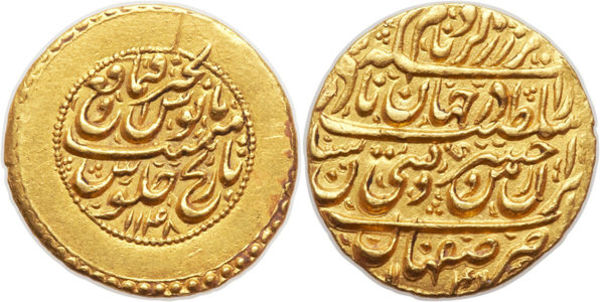
سکه اشرفی، ضرب شده در اصفهان، در سال ۱۱۴۸ ه‍.ق (۱۷۳۶ م) و به مناسبت آغاز پادشاهی نادرشاه. برروی سکه عبارت «الخیر فیما وقع
تاریخ جلوس میمنت مأنوس» و پشت سکه عبارت «سکه بر زر کرد نام سلطنت را در جهان نادر ایران زمین و خسرو گیتی ستان» قرار دارد.

نادرشاه افشار که بنیان‌گذار دودمان افشاریه است در روز ۱۶ مرداد ۱۰۶۷ ه‍.ش (برابر با ۲۸ محرم سال ۱۱۰۰ ه‍.ق) در دستگرد درگز به دنیا آمد. او در ده سالگی سوارکاری توانا بود و می‌توانست به تیراندازی، زوبین‌افکنی و شکار بپردازد. هنوز به ۱۸ سالگی نرسیده بود که همراه با مادرش در یکی از یورش‌های ازبک‌های خوارزم به اسارت آن‌ها درآمد. پس از مدت کوتاهی از اسارت گریخته، به خراسان برگشت و به عنوان تفنگچی، در خدمت حاکم ابیورد، «باباعلی بیگ» بود. او پس از مدتی به سمت ایشیک آقاسی باشی در دربار کوچک باباعلی ترقی می‌کند. از مهم‌ترین دلاوری‌های نادر در نزد باباعلی در جنگ با ترکمانان یموت به سرکردگی شخصی به نام «محمدعلی روباه» بود که سرانجام ترکمانان شکست خوردند و ۱٬۵۰۰ نفر از افراد محمدعلی روباه اسیر می‌شوند. باباعلی پس از این نبرد با ازدواج با مادر بیوه نادر روابط خود را با او تحکیم بخشید و نادر با ازدواج با دختر باباعلی روابط خود را با او نزدیک‌تر کرد. نتیجه نخستین ازدواج نادر با دختر باباعلی، رضاقلی میرزا بود؛ همسر نادر پس از پنج سال درگذشت. پس از درگذشت او نادر با خواهر او ازدواج کرد و از این ازدواج صاحب دو فرزند به نام‌های مرتضی‌قلی میرزا و امام‌قلی میرزا شد. نتیجه این نزدیکی‌ها تسلط نادر بر دژ کلات در خراسان در سال (۱۱۳۴ ه‍.ق) بود.
در این هنگام افغان‌های غلزایی به رهبری میرویس خان افغان در قندهار شورش کردند. مقارن شورش افغان‌های غلزایی (غلجایی) در قندهار، افغان‌های ابدالی که دشمنی دیرینه‌ای با غلزایی‌ها داشتند نیز شورش و هرات را تصرف کردند. باباعلی نیز در جنگ با ابدالی‌ها کشته شد (۱۱۲۹ ه‍.ق). پس از باباعلی، فرزندش قربان‌علی به قدرت رسید اما به دلیل بیماری قدرت را به نادر، شوهرخواهرش واگذار کرد. نادر نیز در زمان قربان‌علی به رویارویی ترکمانان یکه رفت و آن‌ها را قلع و قمع کرد. پس از بازگشت به درگز، برادر همسرش، قربان‌علی درگذشت. جسد قربان‌علی جهت تدفین به مشهد برده شد. در این هنگام از اصفهان «صفی‌قلی خان زیاد اوغلو» به عنوان فرمانده و حسن‌علی خان به عنوان حاکم به سوی درگز روانه شدند. حمله شیر قاضی خان، حاکم خیوه، که نقشه سرکوبی ابدالی‌ها را به هم ریخته بود، ابتدا توسط صفی‌قلی خان و نادر دفع شد؛ اما ابدالی‌ها که سرسخت و رعب‌انگیزتر از ازبک‌ها بودند، قزلباشها را در کافرقلعه شکست دادند.

#### صفویان پس از سقوط اصفهان
پس از مرگ میرویس، پسرش محمود افغان قدرت را در دست گرفت و علیه حکومت مرکزی یاغی شد و از راه کویر، اصفهان را تصرف کرد. با سقوط اصفهان و قتل شاه سلطان حسین، پسر او به نام شاه تهماسب دوم صفوی که از اصفهان به قزوین گریخته بود خود را پادشاه ایران خواند (۱۱۳۵ ه‍.ق). سپس از آنجا به سوی آذربایجان رفت تا با ابراهیم پاشا حاکم عثمانی ارزروم مقابله کند که شکست می‌خورد. پس از این شکست شاه تهماسب، که تمام درها را به روی خود بسته دید، به سوی مازندران و استرآباد حرکت کرد. در همین حین فرستاده‌ای به نام اسماعیل بیگ به سنت پترزبورگ فرستاد. او در یک پیمان موسوم پیمان سنت پترزبورگ تمامی صفحات شمالی ایران را به امپراتوری روسیه واگذار کرد اما این پیمان هیچ‌گاه توسط شاه تأیید نشد. اسماعیل بیگ نیز ۲۰ سال به آستراخان تبعید شد.

#### خراسان پس از سقوط اصفهان

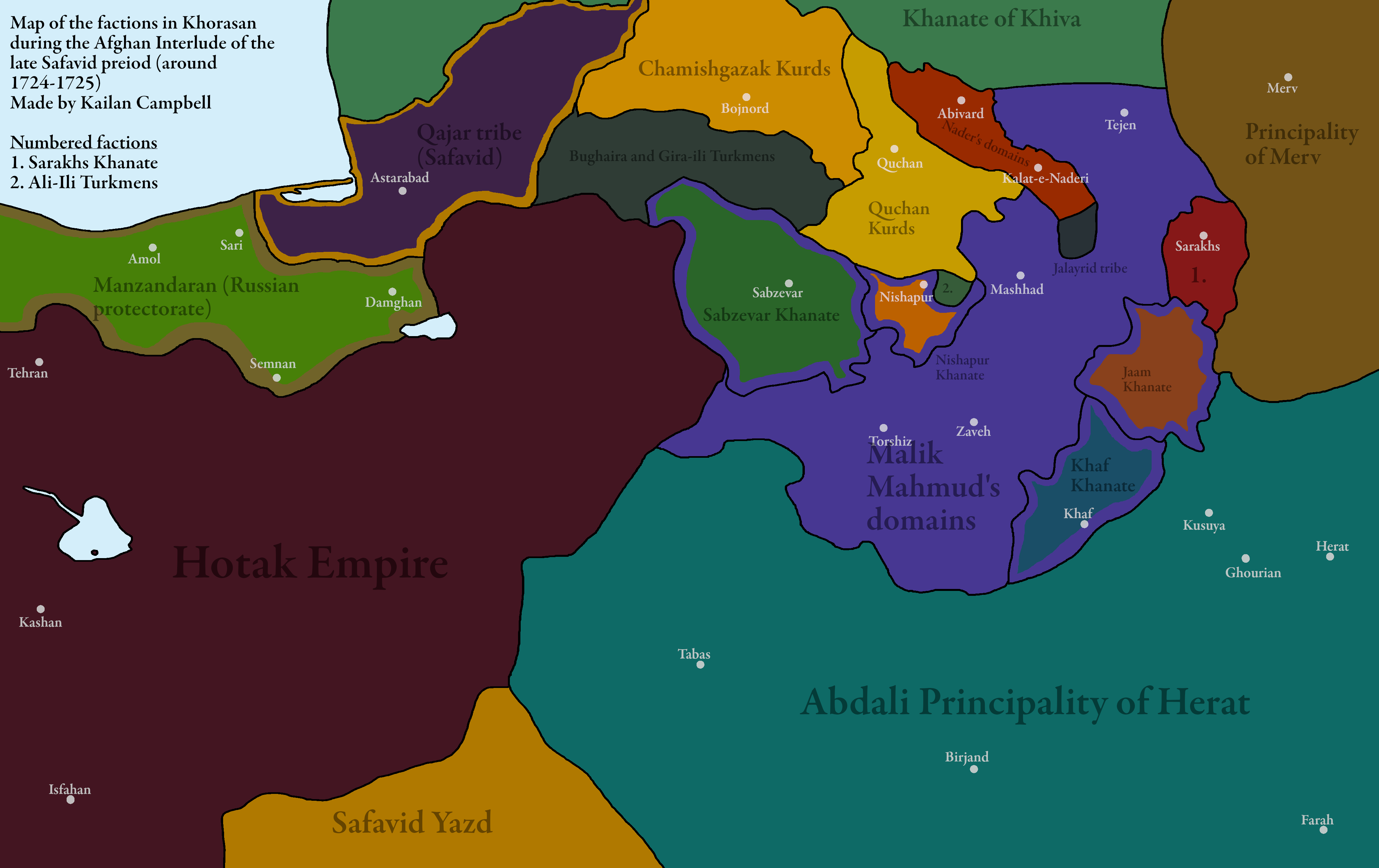
نقشه فرمانروایان خراسان در سال ۱۷۲۴ میلادی

پس از حمله محمود افغان به اصفهان شخصی به نام ملک سلطان محمود سیستانی در سیستان، قهستان و سبزوار ادعای سلطنت کرد. مشهد نیز به‌دست یکی از اوباش شهر به نام حاجی محمد افتاد اما به زودی توسط افراد ملک محمود دستگیر و کشته شد. پس از تصرف مشهد، سران قبایل خراسان از جمله نادر نزد ملک محمود اظهار اطاعت کردند. سرانجام به نام ملک محمود در آن سال سکه ضرب شد؛ ولی نادر و تهماسب بیگ جلایری، حاکم ناحیه آب گرم در این هنگام از اطاعت ملک محمود روی برتافتند و یاغی شدند و کلات را از نیروهای ملک محمود باز پس گرفتند. سپس با کمک مالی شیرقاضی خان خیوه‌ای، توانستند فرماندهان ملک محمود مانند عاشورخان بابالو و جعفرخان شاذلو را شکست دهند. دو اتفاق در جنگ نادر با ملک محمود سبب تقویت نیروهای او شد، یکی این‌که در این زمان شاه تهماسب که آوازه نادر را در گرگان شنیده بود، فرمان جمع‌آوری سپاه را به فتحعلی خان قاجار سپرد، و دومی ترکمانان علی ایلی (آل علی که در شرق افغانستان امروزی ساکن‌اند) و یمرلی خواهان کمکِ نادر در برابر ترکمان‌های یموت و گوگلان بودند. نادر پس از استحکام موقعیتش در مرو و در میان ایل زعفرانلو توانست مشهد را با کمک نیروهای شاه تهماسب دوم به تصرف درآورد.

#### حکومت مشترک شاه تهماسب دوم با نادر
پس از تسخیر مشهد، اختلاف میان نادر (که پس از تصرف مشهد به او لقب «تهماسب‌قلی خان» داده بودند) و فتحعلی خان بالا گرفت. نادر با زیرکی اتهام همکاری فتحعلی خان با ملک محمود را به شاه گزارش داد. بدین طریق توانست از شر فتحعلی خان رها شود. بدین ترتیب فتحعلی خان در ۱۴ صفر ۱۱۳۹ ه‍.ق به قتل رسید. دومین مشکل نادر نیز افغان‌ها بودند که توانست آن‌ها را در مهمان‌دوست، دره‌خوار و مورچه‌خورت شکست دهد. پس از عقب راندن افغان‌ها، تهماسب فرمان ایالات خراسان، کرمان و مازندران را به نادر داد و همچنین دو خواهرش را به ازدواج او درآورد. پس از غلبه نادر بر افغان‌ها در دشت زرقان، تهماسب خان جلایر را با دوازده هزار نیرو برای تنبیه مدعیان فارس و بندرهای جنوب به گرمسیرات و لار فرستاد. نتیجه این لشکرکشی گرفتن سیصدهزار تومان از متمردین بود که صد هزار تومان به رسم پیشکش به نزد شاه فرستاده شد. در این هنگام نادر از عثمانی‌ها خواست تا سرزمین ایران را ترک کنند. نادر پس از گشت و گذار در جنوب غرب ایران، کرمانشاه، نهاوند و ملایر را از دست عثمانی‌ها خارج کرد. پس از آن تبریز و ارومیه به تصرف قوای ایران درآمد.

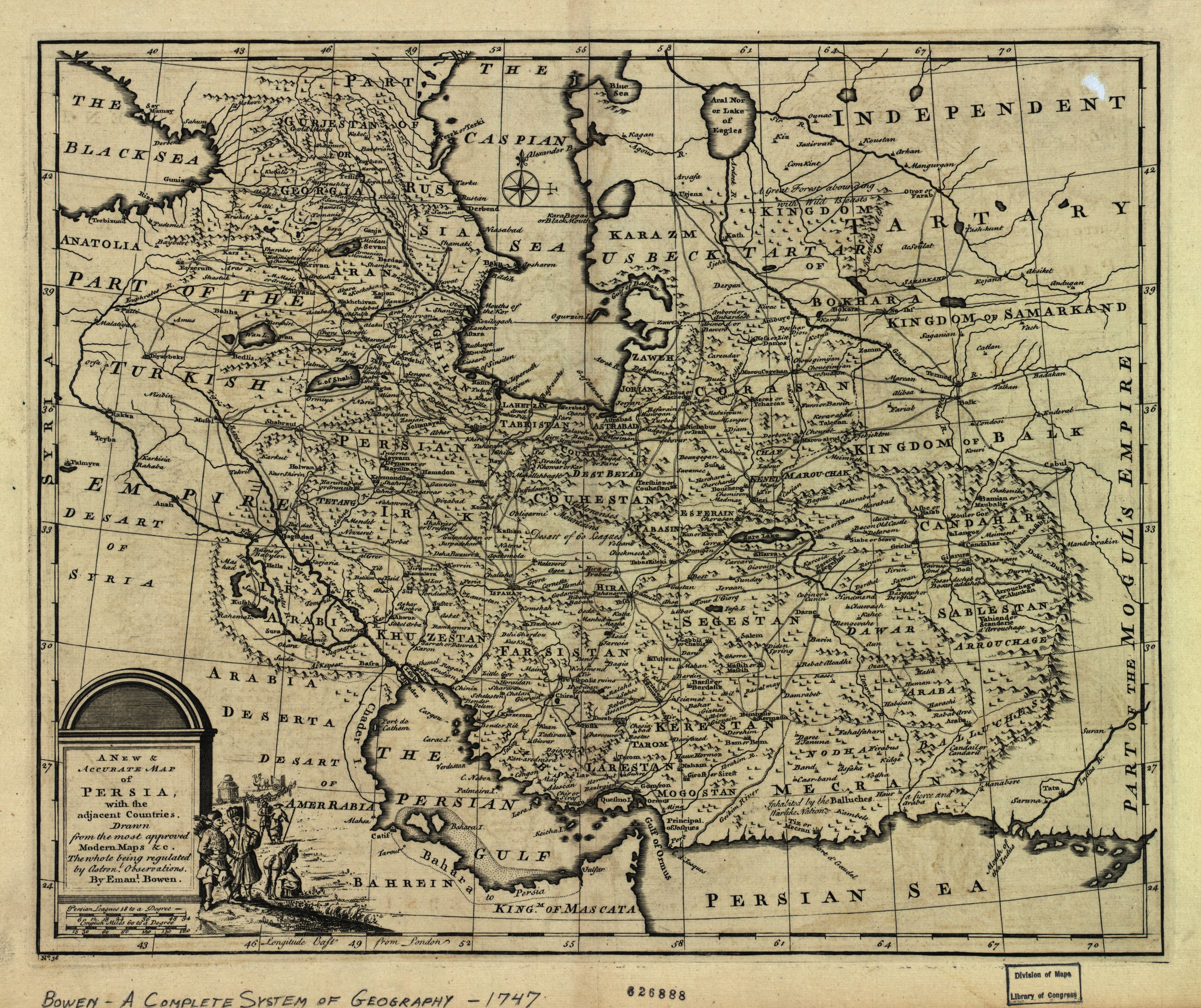
امپراتوری ایران در دوران افشاریان سال ۱۱۲۶ ه‍.ش (۱۱۶۰ ه‍.ق)

پس از ترک هرات توسط نادر، قبایل ابدالی به رهبری ذوالفقار خان شورش کرده و حاکم منصوب نادر، الله یارخان غلزایی را از آنجا راندند. اهمال ابراهیم خان، برادر نادر در مواجه شدن با افغان‌ها، سبب تصرف مشهد به دست افغان‌ها شد. پس از بازگشت نادر از غرب، پس از محاصره یک ساله توانست شهر هرات (۱۱۴۴ ه‍.ق) را به تصرف درآورد. نادر پس از بازگشت از هرات به بازسازی آرامگاه امام رضا پرداخت.
در غیاب نادر، شاه تهماسب دوم فرصت را برای ابراز وجود خود غنیمت شمرد و برای بازپس‌گیری سرزمین‌های اشغالی غرب ایران به سوی تبریز حرکت کرد ولی به دلیل اینکه از تجربهٔ واقعی برای کارگردانی در میدان جنگ بهره‌مند نبود و همچنین کمبود تدارک آذوقه کافی، در ایروان از نیروهای عثمانی شکست خورد. پیروزی عثمانی‌ها در ایروان منجر به اشغال ایالات غربی ایران به دست آن‌ها شد. تهماسب پس از شکست، ابتدا به سوی همدان و سپس اصفهان عقب‌نشینی کرد. شهر به مناسبت ورود شاه چراغانی شده بود. بساط عیش و عشرت شاه فرصتی را برای تعدی حکام و سپاهیان به توده مردم فراهم کرد.
نادر از شکست شاه تهماسب برای تحریک احساسات و تهییج مردم علیه او استفاده کرد. در این هنگام نیز نادر عهدنامه‌ای را با روس‌ها در رشت امضا کرد که براساس این عهدنامه روس‌ها از ادعای خود نسبت به آستارا و رشت دست برداشتند و ایران به روس‌ها اجازه داد تا شهرهای شمالی رود کر را تا آزادسازی ایروان در اختیار داشته باشند (پیمان صلح رشت رمضان ۱۱۴۴ ه‍.ق).
سرانجام نادر برای مقابله با عثمانی‌ها از خراسان حرکت کرد و در قم توقف نمود. شاه از ترس خود در اصفهان ماند و نادر را همراهی نکرد. نادر با شکایت اطرافیان شاه راه خود را به سوی اصفهان کج کرد. او در ۱۷ ربیع‌الاول ۱۱۴۵ ه‍.ق تهماسب را از سلطنت عزل و کودک شیرخواره او را، با عنوان عباس سوم جانشین او کرد و خود نادر به عنوان نایب‌السلطنه، زمامدار واقعی ایران شد.

#### جنگ نخست نادر با عثمانی‌ها
نادر پس از خلع شاه تهماسب دوم برای جنگ با عثمانی‌ها ابتدا عازم کرکوک شد و پس از رسیدن نیروهای آذربایجان به او، بغداد را به محاصره گرفت. نادر قریب یک سال بغداد را در محاصره داشت و با این‌که قحطی در میان مردم آنجا افتاد، احمد پاشا دلیرانه مقاومت کرد. عاقبت سلطان عثمانی، توپال عثمان پاشا را، با سپاهی ۱۰۰٬۰۰۰ نفری به مدد احمد پاشا فرستاد. با آمدن قوای تازه‌نفس توپال عثمان پاشا، سپاهیان ایران عقب‌نشینی کرده و به کرمانشاه رفتند، بدین ترتیب محاصره بغداد درسال ۱۱۴۶ ه‍.ق بی‌نتیجه به پایان رسید.
نادر در ۲۲ ربیع‌الثانی ۱۱۴۶ ه‍.ق از همدان عازم سرزمین عراق عرب شد و در منطقهٔ دیاله، در کنارهٔ رود دجله، سپاه ۲۰٬۰۰۰ نفری عثمانی را شکست داد، سپس به او اطلاع داده شد که، محمّد خان بلوچ حاکم کهگیلویه و خوزستان شورش کرده، اما او به آن اعتنایی ننمود و راه کرکوک را پیش گرفت و در قریه لیلان سه فرسنگی کرکوک سپاه توپال عثمان پاشا را شکست داد، سپس بطرف دیاله برگشت تا سپاه خراسان و کرمان و اردلان و کرمانشاه نیز به او بپیوندند تا برای تصرف بغداد آماده شود. با بازگشت سپاه نادر به سمت دیاله، توپال عثمان پاشا گمان کرد که نادر به سبب ضعف قوا عقب‌نشینی کرده و به همین علت به پشت سپاه او حمله‌ور شد، اما مجدداً شکست خورده و در این نبرد کشته شد. در اوایل جمادی‌الثانیّ ۱۱۴۶ ه‍. ق، احمد پاشا حاکم منصوب عثمانی در بغداد با نادر صلح کرد.

#### شورش محمد خان بلوچ در جنوب ایران
نادر به سبب شورش محمد خان بلوچ، با عثمانی‌ها صلح کرده و از فتح بغداد منصرف شد. او به‌سرعت عازم شوشتر شده و به دلیل حمایت اعراب آن‌جا از محمد خان، با خشم تمام به شوشتر حمله‌ور شد و آن‌جا را غارت کرد. محمد خان در حدود کهگیلویه جلوی سپاه نادر را بسختی گرفت، اما در نهایت از او شکست خورد و به لار گریخت. نادر به شیراز رفت و از جانب خویش تهماسب خان جلایر را به لار فرستاد و او محمّد خان را در ۱۱۴۷ ه‍.ق دستگیر نموده و به نزد نادر که در اصفهان بود فرستاد. به فرمان نادر، او را کور کردند، در نهایت محمد خان در زندان خود را کشت.

#### جنگ دوم نادر با عثمانی‌ها
نادر پس از این‌که شورش محمدخان بلوچ را سرکوب کرد، از اصفهان به سوی آذربایجان رفت. در اردبیل او متوجه شد که عثمانی‌ها از پیمان صلح او با احمدپاشا ناراضی هستند و عبدالله پاشا کوپریلی‌زاده حاکم عثمانی مصر را با اختیار جنگ و صلح به همراه سپاهی به سمت ایران فرستاده‌اند. نادر بدون درنگ از اردبیل به سمت شروان که تحت تسلط سرخای خان لکزی، دست نشانده سلطان عثمانی بود، تاخت و در ۲۵ ربیع الاوّل ۱۱۴۷ ه‍.ق از رود کر گذشته، به شهر شماخی وارد شد، سرخای فرار کرد و از عثمانی‌های تفلیس و گنجه کمک خواست. نادر، تهماسب خان جلایر را، به تعقیب سرخای فرستاد و سرخای پس از چند شکست، به سرزمین چرکس گریخت و نادرداغستان نیز تصرف کرد. نادر پس از آسوده شدن خیالش از داغستان به سمت گنجه رفت و صفی خان بغایری را هم، برای محاصره تفلیس فرستاد. نادر به کمک سفیر روس و مهندسینی که به دعوت او از باکو آمدند محاصره را شدّت داد. روس‌ها به دلیل دخالت خان کریمه در روسیه در بهار سال ۱۱۴۸ ه‍. ق، در گنجه عهدنامه اتحادی بر ضدّ عثمانی، با ایران بستند. در موقعی‌که نادر و فرماندهانش به محاصره این چهار قلعه مشغول بودند. عبداللّه پاشا با ۷۰٬۰۰۰ نفر سوارنظام و ۵۰٬۰۰۰ نفر پیاده‌نظام، برای حمله به سپاه نادر به نزدیک ایروان آمد و در جلگه باغ آورد یا مرادتپّه با او روبرو شد. نادر در ۲۶ محرّم ۱۱۴۸ ه‍.ق در این محلّ سپاه عثمانی را شکست داد. در نتیجه این پیروزی، گنجه و تفلیس هر دو تسلیم شدند اما ایروان و قارص هنوز پایداری می‌کردند. عثمانی‌ها، احمد پاشا والی بغداد را مأمور برقراری پیمان صلاح با نادر کردند و حاضر شدند که ایروان را هم تسلیم کنند به شرط آن‌که قارص جزو قلمرو آن‌ها باقی بماند. به این ترتیب در اوایل سال ۱۱۴۸ ه‍.ق پیمان صلح سابق میان عثمانی‌ها و نادر اجرایی شد و ولایات غربی و شمال غربی ایران پس گرفته شد.

#### به سلطنت رسیدن نادر
پس جنگ با عثمانی‌ها نادر برای سرکوب پادشاه شورشی گرجستان، شورشیان داغستانی و لزگی رفت. پس از سرکوب آن‌ها، در این مناطق افراد تابع خودش را منصوب کرد. در هشتم رمضان ۱۱۴۸ ه‍.ق به ساحل ارس رفته و در دشت مغان اردو زد. در روز ۲۴ شوّال ۱۱۴۸ ه‍. ق، با تعیین پنج شرط و پذیرش آن‌ها، رسماً به پادشاه کل ایران تبدیل شد. موارد مطرح شده از این قرار بود:
1. ایرانیان از عقیده‌های گذشته خود نسبت به اهل سنّت دست بردارند تا اهل سنّت، مذهب جعفری را همچون مذاهب چهارگانه اهل سنت و به عنوان پنجمین آن‌ها بشمارند.
2. در خانه کعبه که ارکان اربعه آن به ائمّه مذاهب اربعه سنّت تعلّق دارد یک رکن نیز به امام جعفری تعلق بگیرد.
3. هر ساله از طرف ایران امیر حاجی تعیین شود که مانند امرای حاج شام و مصر حجّاج ایرانی را به کعبه ببرند و دولت عثمانی با او نیز مانند امرای حاجّ دیگر معامله نماید.
4. اسرای طرفین آزاد شوند و خرید و فروش ایشان موقوف گردد
5. سفیری از هر یک از دو دولت در پایتخت یکدیگر باشند و امور دو مملکت را بر وفق مصلحت فیصل دهند.

نادر شاه پس از جلوس، رضاقلی میرزا، پسرش را به معاونت تهماسب خان جلایر به ایالت خراسان و برادر خود ابراهیم‌خان ظهیرالدوله را به حکومت آذربایجان منصوب نمود

#### اقدامات نادر پس از رسیدن سلطنت
پس از پایان یافتن مجلس در دشت مغان محمّد تقی خان، بیگلری بیگی فارس به علّت اختلافی که ما بین اعراب ساکن بحرین وجود داشت، آن‌جا را تصرف کرد. نادر شاه نیز برای تنبیه ایل بختیاری که به‌صورت پیوسته شورش می‌کردند، به اصفهان رفته و با کمک سپاهیانش در اصفهان و کهگیلویه، بر علی‌مراد خان چهارلنگ، سرکرده این طایفه غالب و مسلّط گردید، سپس دست و پای او را برید و چشم او را درآورد و پس از یک ماه زدوخورد در میان کوه‌های سخت گذر بختیاری، در جمادی‌الثانی ۱۱۴۸ ه‍.ق به اصفهان برگشت.
پس از این او شرایط را برای بازپس‌گیری قندهار و قلمروهای پیشین مناسب دید.

#### قندهار
او برای بازپس‌گیری قندهار می‌بایست، با افغان‌های غلزایی در قندهار مقابله کند. پس به قندهار حمله‌ور شد و شهر را به مدت ۱۵ ماه محاصره کرد (شوال سال ۱۱۴۹ ه‍. ق- ذی الحجه ۱۱۵۰ ه‍.ق)، در نهایت با کمک نیروهای بختیاری توانست یکی از برج‌های شهر به نام دده را گرفته و قندهار در ۲۳ ذی الحجّه ۱۱۵۰ ه‍.ق تصرف شد. پس از تصرف قندهار، نادر با افغان‌های غلزایی به مهربانی رفتار کرد، حسین را به حبس در مازندران فرستاد و جمعی از غلزایی‌ها را به حدود نیشابور کوچاند. او بیشتر سکنه قندهار را به شهری نو، به‌نام نادرآباد کوچاند و این شهر جدید به تدریج جای قندهار را گرفت.

#### فتح هند
نادر از زمان تصرف اصفهان، چندین بار سفرایی را به دهلی فرستاده و از محمدشاه گورکانی، بازیابی روابط دو کشور و جلوگیری از ورود افغان‌های غلزایی را به خاک هند خواستار شده بود. محمدشاه به این درخواست‌ها بی‌اعتنایی می‌کرد و حتی، در بار آخر یعنی در ۱۱۵۰ ه‍. ق، به سفیر نادر اجازه بازگشت نداد و قریب به یک سال او را در دهلی نگهداشت.

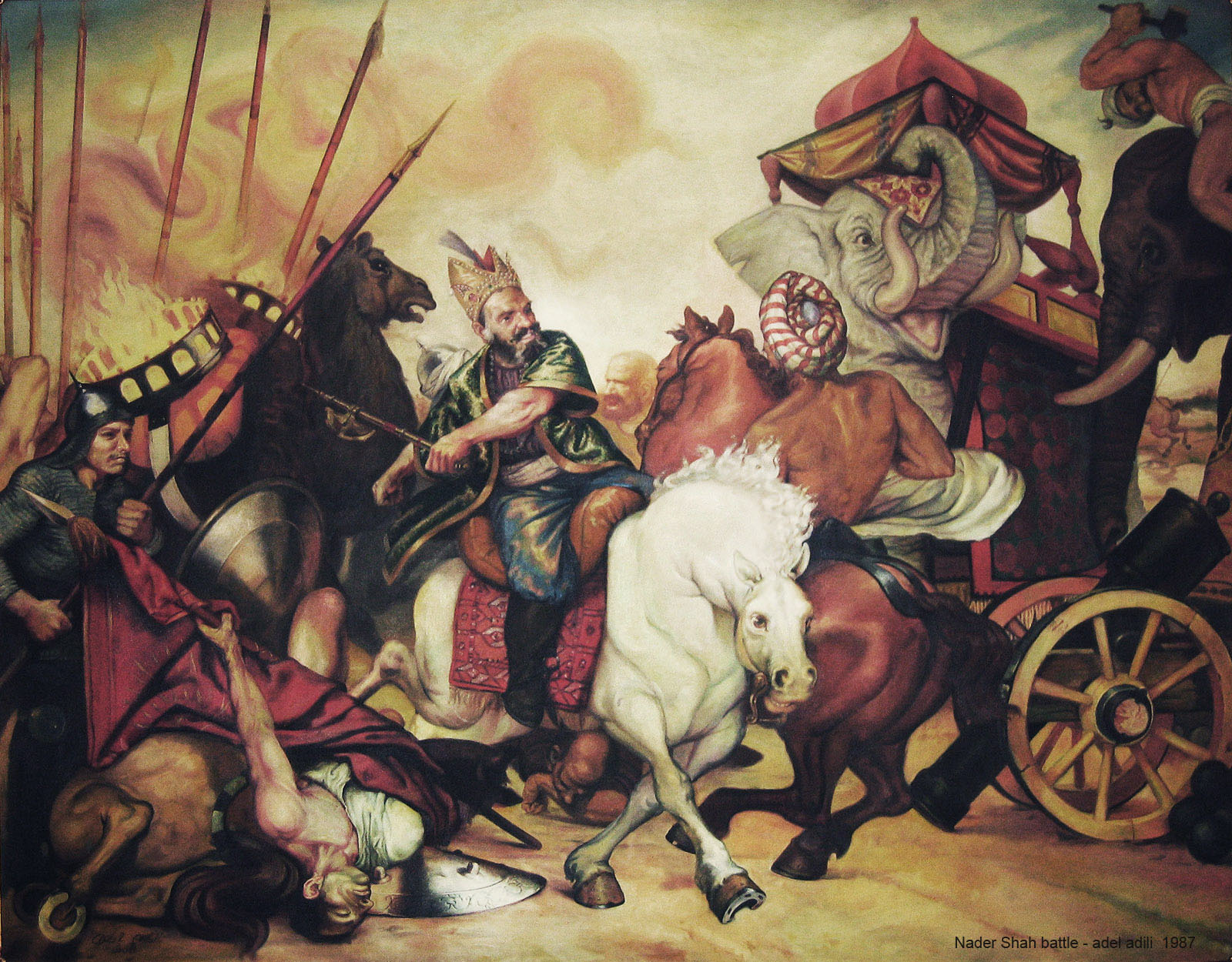
تصویر نبرد کرنال

در اوایل سال ۱۱۵۱ ه‍.ق نادر فرمانی جدی را برای سفیرش فرستاد که سریع به ایران بازگردد و در همین زمان، نادر موفق به تصرف غزنین و کابل شد. پس از تصرف این نقاط و هفت ماه اقامت در کابل، چون باز در جواب پیغام‌هایش به محمد شاه بی‌اعتنائی دید به سمت جلال‌آباد حرکت کرده و پس از تسخیر جاده شمال‌غربی هند، در ماه رمضان وارد منطقه جلگه پنجاب شد، در پیشاور بود که خبر قتل برادرش ابراهیم‌خان ظهیرالدوله به‌دست لزگی‌های داغستان به او رسید، اما متوقف نشد و در پی ماجراجویی‌اش در هند، متوجه شد که محمد شاه با ۳۰۰٬۰۰۰ نفر سرباز و ۲٬۰۰۰ فیل جنگی و ۲٬۰۰۰ عرّاده توپ جنگی و نیروهای بلوچ به فرماندهی میر بولان ریگیاز دهلی حرکت کرده و به منطقه کرنال واقع در ساحل نهر جمنا، در بیست فرسنگی شمال دهلی آمده است. نادر به آسانی در ۱۵ ذی‌القعده در جلگه کرنال سپاه بی‌شمار محمد شاه را شکست داد.

#### کشتار دهلی
در روز یازدهم ذی الحجّه میان عده‌ای از اهالی شهر و چند نفر از سپاه نادر، درگیری‌ای رخ داد، همچنین شایعه شد که محمد شاه نادر را در مهمانی مسموم کرده و انتشار این خبر سبب شورش مردم دهلی شد. در پی این شورش تعدادی از سربازان نادر کشته شدند. صبح روز بعد، نادر متوجه شد که، ۷۰۰ نفر از همراهان او را مردم دهلی کشته‌اند و فرماندهان هندی برای آرام کردن این غائله هیچ کاری انجام نداده‌اند. در نتیجه نادر حکم قتل‌عام مردم دهلی را صادر کرد و نزدیک به ۲۰٬۰۰۰ نفر در پی این اتفاق کشته و قسمتی از شهر هم سوزانده شد. در نهایت نادر به خواهش محمدشاه، نظام الملک و قمر الدین خان، دستور پایان کشتار مردم را صادر کرده و باقی مردم را عفو کرد. سرانجام محمّد شاه فرمان داد که به‌نام نادر سکه ضرب کنند و به نام او خطبه جاری کنند. اشراف و بزرگان هم به نادر پیشکشی باارزش را تقدیم کنند. از این پیشکشی‌ها ۱۵ کرور نصیب نادر شد. ارزش اموالی را که نادر از هند به‌دست‌آورد را، از ۸۷٫۵۰۰٫۰۰۰ لیره انگلیسی تا ۳۰٫۰۰۰٫۰۰۰ لیره تخمین زده‌اند و از این غنائم می‌توان به، تخت طاووس و قطعه الماس معروف کوه نور اشاره کرد. نادر به‌تمام فرماندهان سپاهش و فرماندهان هندی پاداش داد و مالیات سه سال ایران را بخشید. او به‌دست خودش تاج سلطنت را بر سر محمّد شاه گذاشت، محمّد شاه هم سرزمین‌های غرب سند، شامل غزنین و کابل و قسمتی از پنجاب را به او واگذار کرد. پادشاه ایران پس از پنجاه و هفت روز اقامت در دهلی در ۷ صفر ۱۱۵۲ ه‍.ق به طرف سند حرکت کرد.

#### حمله به خیوه
نادر در شعبان ۱۱۵۳ ه‍. ق، خیوه را تصرف کرد، ایلبارس خان را گرفت و دستور کشتنش را داد. او یکی از نوادگان چنگیز را حاکم شهر خیوه کرد، سپس به مشهد آمد و به آماده‌سازی سپاه برای سرکوب لزگی‌ها که برادرش ظهیر الدّوله را کشته بودند پرداخت.

#### سوءقصد به جان نادر
نادر در دوّم محرّم ۱۱۵۴ ه‍.ق از مشهد به سمت داغستان حرکت کرد و در حین این‌که از مسیر بین جنگل‌های سوادکوه می‌گذشت در روز ۲۸ صفر تیری به سمت او پرتاب کردند.
این اتفاق او را نگران کرد و رضا قلی میرزا را که همراش بود را در تهران گذاشت و خودش به سمت داغستان رفت.

#### حمله به داغستان
در این حمله اگرچه بعضی از رؤسای طوایف لزگی از نادر اطاعت کردند، اما اکثر سکنه داغستان، در کوه‌های بلند پناه گرفتند و از هر سمتی به سپاه نادر حمله‌ور می‌شدند، حتی یکبار به خیمه نادر هم حمله کردند. در رمضان ۱۱۵۴ ه‍.ق فردی را که به سمت نادر تیر پرتاب کرده بود، نزد او بردند. نادر او را کور کرد. بعدتر فردی به‌نام سام میرزا با ادعای این‌که فرزند شاه سلطان حسین است، در آذربایجان علم قیام برداشت و محمّد خان پسر سرخای خان لزگی و خان‌های دربند و داغستان را با خود علیه نادر شوراند. نادر توسّط نصرالله میرزا و فرماندهانش، این شورش را سرکوب کرد و سام میرزا را در ذی‌القعده ۱۱۵۶ ه‍.ق دستگیر کرد.

#### جنگ سوم نادر با عثمانی‌ها
عثمانی‌ها پس از اطّلاع از پنج شرط نادر چهار ماده آن را پذیرفتند ولی از قبول مذهب جعفری به عنوان پنجمین مذهب سنت خودداری کردند و آن را بدعت در دین دانستند. نادر نیز در نامه‌ای مؤدّبانه که به سلطان عثمانی عبدالحمید یکم نوشت، به او فهماند که اگر بیش از این در پذیرفتن شرایط او تعلّل ورزد، او به قلمرو عثمانی حمله خواهد کرد و شرایطش را به زور خواهد قبولاند. نادر در اوایل سال ۱۱۵۶ ه‍.ق به دشت مغان رفت و از آن‌جا برای حمله به قلمرو عثمانی توپخانه‌اش را به کرمانشاه فرستاد. احمد پاشا والی بغداد از در صلح خواهی درآمد ولی نادر که قصد داشت نظر خودش را به کرسی بنشاند، عتبات، کرکوک و موصل را تصرف کرد. دولت عثمانی در اواخر سال ۱۱۵۶ ه‍. ق، از نادر تقاضا کرد که دست از جنگ بردارد تا دو طرف، بار دیگر دربارهٔ مسائل مذهبی باهم مذاکره کنند. در نتیجه نادر به شهر وان برگشت و قرار شد که دو طرف از طریق سیاسی مشکلاتشان را حل کنند. در اوایل ۱۱۵۸ ه‍.ق به نادر خبر رسید، که محمّد یکن پاشا، با چندین فرمانده و سپاهی بزرگ، از سمت ارزروم، قارص، دیاربکر و موصل عازم حمله به ایران است. یکن پاشا با ۱۵۰٬۰۰۰ سوار و ۴۰٬۰۰۰ پیاده به مراد تپه رسید و جنگ در یازدهم رجب ۱۱۵۸ ه‍.ق شروع شد. نادر، یکن پاشا و سپاهیان او را محاصره کرد و راه آذوقه را بر آن‌ها بست، در این زمان به او خبر رسید که نصر اللّه میرزا هم در نزدیکی موصل پیروزی بزرگی به‌دست آورده است. یکن پاشا در پی این محاصره کشته شد و سپاهش هم، از هم پاشید، در نتیجه، ۱۲٬۰۰۰ نفر از آن‌ها در این نبرد کشته شدند و توپخانه و ۵٬۰۰۰ نفر هم اسیر شدند. نادر، میرزا مهدی خان منشی الممالک استرآبادی و مصطفی خان شاملو را به استانبول فرستاد و آن‌ها توانستند، در دهم محرّم ۱۱۶۰ ه‍.ق میان دولت ایران و عثمانی پیمان‌نامه‌ای با شرایط ذیل را فراهم آورند:
1. حدود مملکتین همان حدودی باشد که در ۱۰۴۹ ه‍.ق بین سلطان مراد چهارم و شاه صفی مقرّر شده.
2. طرفین از این به بعد از دشمنی و اقدام به امور منافی صلح خود داری نمایند.
3. عثمانی‌ها حجّاج ایرانی را سالم از محلّی به محلّ دیگر برسانند.
4. طرفین سفرایی به‌مدت سه سال به خرج طرف مقابل به پایتخت یکدیگر بفرستند.
5. حکّام سرحدّی از حرکات منافی دوستی دست بردارند، اهالی ایران از سبّ خلفا خودداری کنند.
6. مأموران دو طرف از تجّار یکدیگر باج و خراج خلاف قاعده مطالبه ننمایند.[۵۰]

#### شورش‌های اواخر حکومت نادر

##### شورش محمد تقی خان شیرازی
در سال ۱۱۵۶ ه‍.ق محمّد تقی خان، بیگلربیگی فارس، در طی حمله به عمان، با سرداران نادر به مشکل خورده، سپس شورش کرد و علم استقلال خواهی برداشت. نادر هم محمّد حسین خان قرخلو را برای سرکوب او فرستاد. او توانست شیراز را تصرف و محمّد تقی‌خان را دستگیر کند. سپس او را کور و عقیم کرد.

##### شورش‌های دیگر
شورش محمدحسن‌خان قاجار در استرآباد در ۱۱۵۶ ه‍. ق، شورش حاجی خان میمنه در بلخ، شورش شاهقلی خان قاجار در مرو، شورش سیستان، شورش کردهای خبوشان از دیگر شورش‌هایی هستند که در دورهٔ نادر صورت گرفتند

##### قتل نادر
به تحریک علی قلی میرزا و به همدستی صالح خان رئیس قراولان و چند تن از امراء قاجار و افشار به اتفاق همهٔ کشیکان سراپردهٔ نادر در خیمهٔ او وارد شدند و در شب ۱۱ جمادی‌الثانی ۱۱۶۰ ه‍.ق او را کشتند.

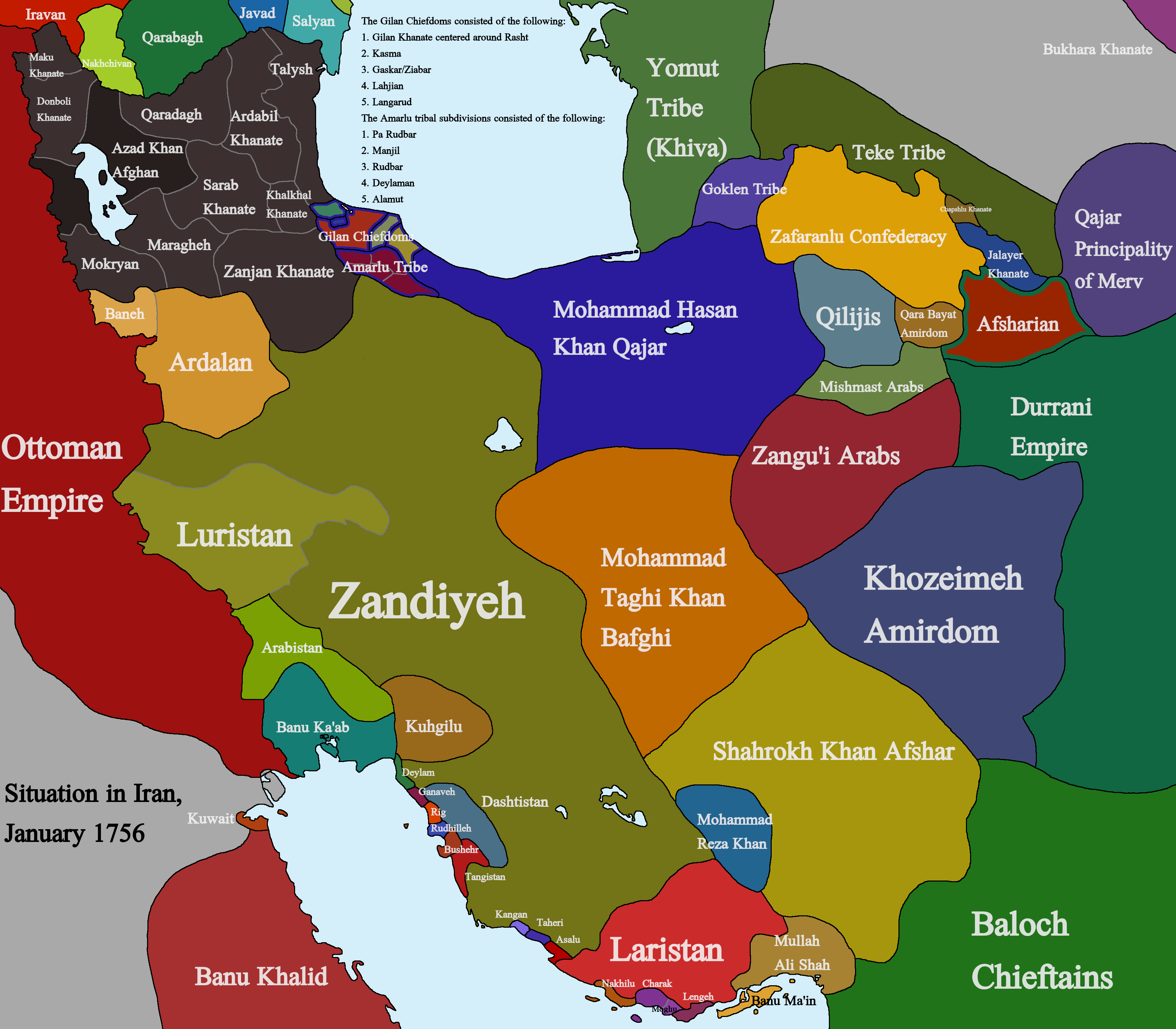
قلمرو دولت‌های نو پدید، در پی فروپاشی ایران پس از مرگ نادرشاه افشار

### عادل‌شاه

#### پیش از سلطنت
علیقلی‌خان ملقب به عادل‌شاه پسر ابراهیم‌خان ظهیرالدوله و برادرزاده نادرشاه بود که در بسیاری از لشکرکشی‌های نادر حضور داشت. شجاعت و جنگ‌جویی وی باعث شد تا همواره مورد توجه نادر باشد. در آشوب‌های اواخر دوران پر قتل و غارت نادر او از طرف وی مأمور سرکوب شورشیان سیستان شد و از آنجایی‌که نادر در اواخر عمر نسبت به همه اطرافیان سوءظن پیدا کرده بود، تهماسب خان جلایر را به همراهی علیقلی‌خان به سیستان فرستاد اما در مسیر راه سیستان علیقلی‌خان، علیه نادر شورش کرد. چندی از طغیان او نگذشته بود که نادر به دست عده‌ای از درباریان به قتل رسید.

#### دوران پادشاهی
پس از رسیدن خبر قتل نادر به عادل‌شاه، او ابتدا مرکز قدرت نادر یعنی کلات و خزاین عظیم آن را تصرف کرد. سپس تمام فرزندان نادر از جمله ولیعهد وی رضاقلی میرزا را به قتل رساند و تنها کسی که از این جریان جان سالم به در برد شاهرخ میرزا، بزرگ‌ترین فرزند رضاقلی میرزا بود. پس از آن عادل‌شاه در بیست و هفتم جمادی‌الثانی ۱۱۶۰ ه‍.ق در مشهد بر تخت سلطنت نشست و لقب علی‌شاه یا عادل‌شاه را به خود داد. او برای جلب رضایت مردم، بذل و بخشش‌های بی‌اندازه از خزانه نادر کرد. دوران حکومت یازده‌ماهه عادل‌شاه با دو واقعه مهم روبروست، یکی طغیان محمدحسن‌خان قاجار و دیگری قیام برادر کوچک‌تر عادل‌شاه، ابراهیم‌خان که توسط عادل‌شاه حکمرانی نواحی مرکزی، جنوبی و غربی ایران به او سپرده شده بود. عادل‌شاه که در سرکوب شورش برادرش ناتوان گردید با تعدادی از همراهان خود به تهران فرار کرد اما طرفداران ابراهیم‌خان، او را در تهران دستگیر کردند و به برادرش تحویل دادند و ابراهیم‌خان نیز مانند سیاست نادر، عادل‌شاه را کور کرد و خود بر تخت شاهی نشست.

### ابراهیم‌شاه
ابراهیم‌شاه همراه نادر در نبرد با ترکان عثمانی حضور داشت و در جریان شورش‌های اواخر عهد نادر نقش مهمی در سرکوبی آن‌ها داشت، از جمله توانست شورش سام میرزا در اردبیل را سرکوب کند. در زمان پادشاهی کوتاه مدت عادل‌شاه از سوی برادر، حاکم نواحی مرکزی، جنوبی و غربی بود. مبارزه پنج‌ماهه عادل‌شاه با محمدحسن‌خان قاجار به ابراهیم‌شاه فرصت داد تمام تدارکات خود را برای شورش علیه برادر فراهم کند. ابراهیم‌شاه توانست طی یک شورش علیه عادل‌شاه او را منهدم کند و خود قدرت را به دست گیرد. شیوه حرکت سیاسی ابراهیم‌شاه به این صورت بود که تحت این شعارها که عادل‌شاه فردی بی‌لیاقت است و از راه و رسم مملکت‌داری آگاهی ندارد بر بی‌رغبتی سران خراسان برای سرکوب وی بیفزاید و از طرف دیگر اصلان‌خان پسرعمه نادر که بر آذربایجان فرمان می‌راند با سی‌هزار ارتش برای حمایت ابراهیم‌شاه به اردوی وی پیوست و به این ترتیب این گروه هماهنگ توانستند شکست سختی بر عادل‌شاه وارد آوردند. نگرانی عمده ابراهیم‌شاه در این زمان شاهرخ میرزا در خراسان بود چون بزرگان خراسان در حمایت از شاهرخ میرزا در مقابل ابراهیم‌شاه برآمدند؛ بنابراین او از رسیدن به تخت شاهی در مشهد ناامید شد و در سال ۱۱۶۱ در تبریز به تخت شاهی نشست. از تبریز ابراهیم‌شاه لشکری برایم منهدم کردن شاهرخ به سوی خراسان گسیل کرد اما در میانه‌های راه لشکریان ابراهیم‌شاه که از جنگ و خون‌ریزی خسته شده بودند او را رها کردند و ابراهیم‌شاه در نهایت به اسارت نیروهای شاهرخ میرزا درآمد و توسط شاهرخ همانند برادرش کور شد.

### شاهرخ‌شاه
شاهرخ‌شاه یا شاهرخ میرزا چهارمین و آخرین شاه افشاریان بود. چون نسب متمایزی داشت و از طرف مادر نواده سلطان حسین صفوی بود، نادر او را از کودکی محترم می‌شمرد. اگر چه پس از عادل‌شاه، ابراهیم‌شاه خواستار جانشینی وی در خراسان بود اما بزرگان مشهد شاهرخ را به سال ۱۱۶۱ ه‍.ق به تخت پادشاهی نشاندند. چون شاهرخ شاهی کم سن و سال و بی‌تجربه بود، تبدیل به بازیچه‌ای در دست بزرگان خراسان شد. اندکی از به تخت نشستن شاهرخ در مشهد نگذشته بود که میر سید محمد، متولی آستان قدس که از زمان نادر عهده‌دار این سمت بود مدعی سلطنت شد و با نام سلیمان دوم بر تخت نشست اما پس از چهل روز علمای مشهد او را از تخت شاهی خلع کردند و دوباره شاهرخ را به تخت نشاندند. از آن‌جا که شاهرخ توسط امرای ایرانی نابینا شده بود و توانایی اداره کشور را نداشت، فریدون‌خان گرجی را به نیابت سلطنت خود معین کرد. فریدون‌خان تا وقتی که پسران شاهرخ، نصرالله میرزا و نادر میرزا به حکومت رسیدند در آن منصب بود. در سال ۱۱۶۳ ه‍.ق سپاه پنجاه هزار نفری افشاری در جنگ کهیز از سپاهیان تحت امر علی مردان خان بختیاری که از سرداران نادرشاه بود شکست خوردند و اصفهان به‌دست بختیاری‌ها افتاد در سال بعد نیز سپاه دوازده هزار نفری افشاری در منطقهٔ کامفیروز فارس از بختیاری‌ها به فرماندهی علی مردان خان شکست خوردند و فارس و بندرهای خلیج فارس نیز به تصرف بختیاری‌ها درآمد و مناطق تحت تسلط افشاریان به خراسان محدود شد.

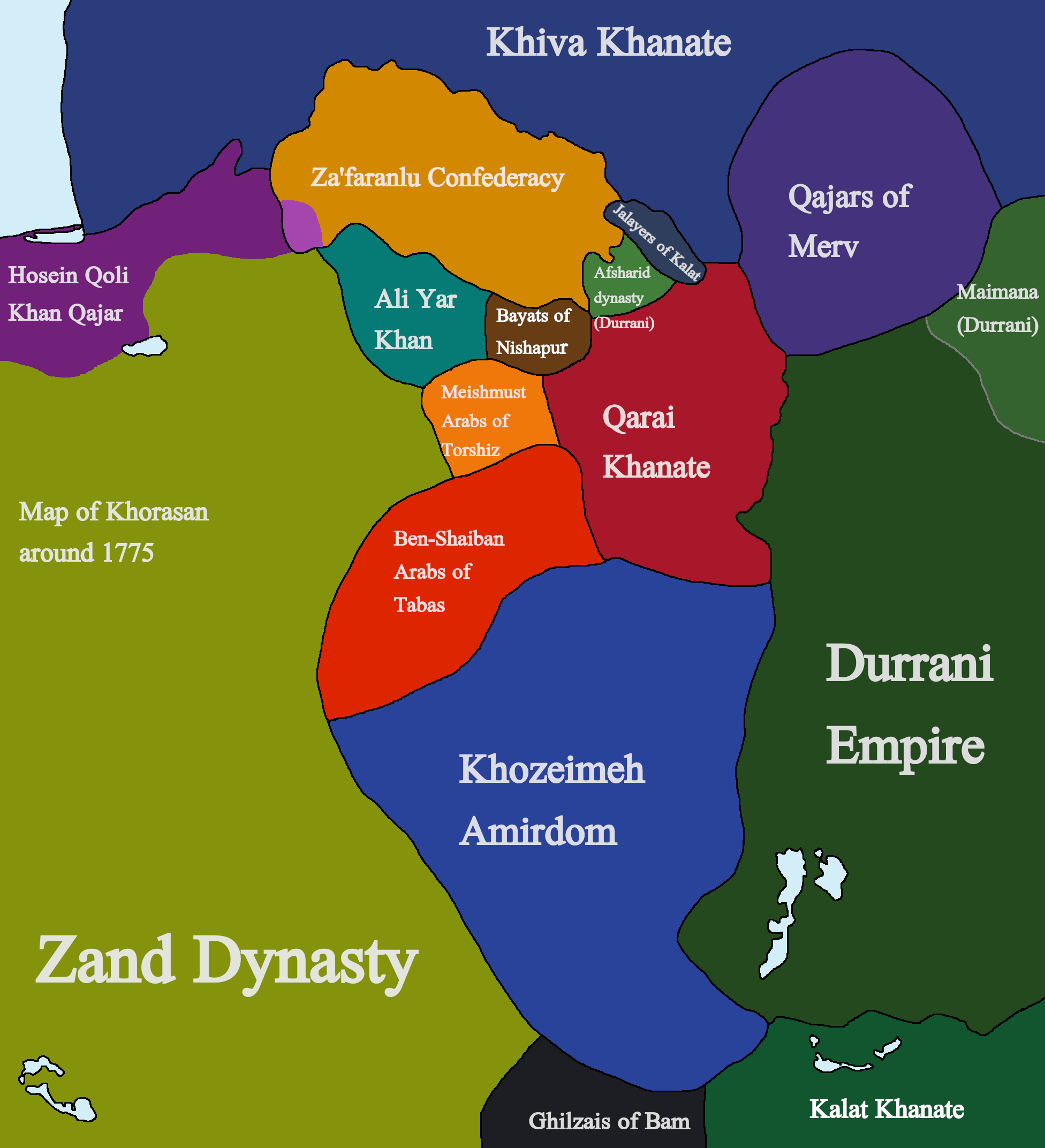
قلمرو افشاریان در هنگام پادشاهی شاهرخ‌شاه، زمانی که دست‌نشانده سلطنت درانی بود (سبز روشن کوچک)

شاهرخ بر اثر شکنجه‌های طولانی به دستور آقامحمدخان قاجار برای اعتراف به جایگاه گنجینه‌های نادر، رمق خود را از دست داده بود، دیگر نتوانست خستگی و گرفتاری راه را تاب بیاورد و در ۶۳ سالگی بر سر راه دامغان درگذشت.
نادر میرزا فرزند شاهرخ‌شاه آخرین بازمانده دودمان افشاری بود که توسط فتحعلی‌شاه قاجار کشته شد.

## سیاست‌های دینی
از دوران صفوی، تشیع در ایران به دین رسمی تبدیل گردید و خود نادرشاه نیز در ابتدا یک شیعه بود؛ اما پس از به قدرت رسیدن او، به سنی‌گری رو آورد. او معتقد بود که تشیع باعث ایجاد درگیری میان ایران و عثمانی می‌شود و ارتش وی نیز متشکل از نیروهای سنی و شیعه (و همچنین گروهی از مسیحیان) بود. نادر بر این باور بود که ایران نیاز دارد تا به دینی درآید که در میان سنی‌ها قابل قبول‌تر باشد تا بدین طریق، از ایجاد درگیری جلوگیری شود. در همین رابطه، او تصمیم گرفت تا مذهب جعفری را به دین رسمی ایران تبدیل کند. وی همچنین بسیاری از احکام شیعه نظیر دشنام دادن به سه خلیفه اول که در میان سنی‌ها توهین‌آمیز بود را ممنوع اعلام کرد.
دربارهٔ دینی که خود نادر به آن اعتقاد داشت، نظر قطعی‌ای وجود ندارد. ژوسه، پزشک شخصی نادرشاه، از این می‌نویسد که بسیار سخت است دینی که او به آن باور دارد را مشخص کرد و حتی دوستانش اعتقاد دارند که او به هیچ دینی معتقد نیست. در جریان مذاکرات صلح با عثمانی، نادر از استامبول خواست تا مذهب جعفری را به عنوان مذهب پنجم اسلام به رسمیت بشناسد تا بدین طریق، ایرانی‌ها هم بتوانند به حج بروند. هرچند این درخواست توسط باب عالی رد شد، اما آن‌ها به حجاج ایرانی اجازه سفر به مکه را دادند.

## بیم افشاریان از به قدرت رسیدن صفویان از اردبیل
نادرشاه همچنین امیدوار بود که با تضعیف تشیع، محبوبیت دودمان صفوی در میان مردم را کاهش دهد. شاه حتی زمانی که بالاترین مقام مذهبِ تشیع از صفویان حمایت می‌کرد، دستور داد تا او را خفه کردند. شاه عباس بزرگ دستور داده بود که کتابهای دربار سلطنتی را آن قسمت که به زبان عربی و مربوط به فقه و تفسیر یا مجلدات قرآن مجید بود به آستانه امام رضا در مشهد و نسخه‌های فارسی شامل دیوان‌های ادبی و کتب تاریخی و مصنفات اهل عجم بوده را باضافه چینی آلات را به بقعه شیخ صفی الدین اردبیلی در اردبیل وقف و حمل نمایند. … علاوه بر دست اندازی‌های نادرشاه در تاراج اموال شیخ صفی الدین اردبیلی که از نفوذ مجدد صفویه و قدرت خانقاه اردبیل بیم داشت، درصدد ویران کردن اردبیل برآمد، ابراهیم‌خان ظهیرالدوله افشار برادر نادرشاه، آزادخان افغان، میرزا شفیع واضح تبریزی همگی در دوران نادرشاه از یک طرف و نهایتاً به توصیه «پروفسور سنکرسکی» خاورشناس روسی و خواهش گریبادیف از ژنرال پاسکویچ روسی مقدار زیادی از کتب و چینی‌های گرانیهای مجموعه را در مقابل ایستادگی معاریف شهر با اعمال زور و تجاوز مجاهدان به روسیه انتقال داد. دانشنامه بریتانیکا می‌نویسد «بقعه شیخ مساجد و مدارس عالی دارد. در اوایل قرن ۱۷ میلادی کتابخانه بسیار مهمی به‌وسیلهٔ شاه عباس در اردبیل احداث گردید که حاوی عالیترین، کمیاب‌ترین و گرانبهاترین کتابهای خطی بود ولی در سال ۱۸۲۸ میلادی روس‌ها آن را به سن پطرزبورگ غارت کردند…»

## فهرست شاهان افشار
- نادرشاه افشار (از سال ۱۱۱۵ تا سال ۱۱۲۶ ه‍.ش)
- رضاقلی میرزا افشار (از سال ۱۱۱۵ تا سال ۱۱۱۹ ه‍.ش) به‌عنوان نایب‌السلطنه حکم پادشاهی داشت.
- نصرالله میرزا افشار (از سال ۱۱۱۹ تا سال ۱۱۲۶ ه‍.ش) به‌عنوان نایب‌السلطنه حکم پادشاهی داشت.
- عادل‌شاه افشار (از سال ۱۱۲۶ تا سال ۱۱۲۷ ه‍.ش)
- ابراهیم‌شاه افشار (ازسال ۱۱۲۷ تا سال ۱۱۲۸ ه‍.ش)
- شاهرخ‌شاه افشار (ازسال ۱۱۲۸ تا سال ۱۱۲۹ ه‍.ش) دوره دوم (از سال ۱۱۳۰ تا ۱۱۷۵ ه‍.ش) حاکم مشهد،
- نصرالله میرزا دوم (از سال ۱۱۴۷ تا سال ۱۱۶۰ ه‍.ش) به‌عنوان نایب‌السلطنه حکم پادشاهی داشت.
- نادر میرزا افشار (از سال ۱۱۶۰ تا سال ۱۱۷۵ ه‍.ش) به‌عنوان نایب‌السلطنه حکم پادشاهی داشت.

## تبارنامه
|  |  |  |  |  |  |  |  |                                                                                          |                                                                                          |                                                                                          |                                                                                          |                                                                                          |                                                                                          |  |  |                                                                                            |                                                                                            |                                                                                            |                                                                                            |                                                                                            |                                                                                            |  |  | امامقلی بیگ افشار                                                                          |                                                                                            |                                                                                            |                                                                                            |                                                                                            |                                                                                            |  |  |                                                                                 |                                                                                 |                                                                                 |                                                                                 |                                                                                 |                                                                                 |  |  |  |  |  |  |                                                                          |                                                                          |                                                                          |                                                                          |                                                                          |                                                                          |  |  |  |  |  |  |  |  |  |  |  |  |  |  |  |  |  |  |  |  |  |  |  |  |  |  |  |  |  |  |  |  |  |  |  |  |  |  |
|  |  |  |  |  |  |  |  |                                                                                          |                                                                                          |                                                                                          |                                                                                          |                                                                                          |                                                                                          |  |  |                                                                                            |                                                                                            |                                                                                            |                                                                                            |                                                                                            |                                                                                            |  |  |                                                                                            |                                                                                            |                                                                                            |                                                                                            |                                                                                            |                                                                                            |  |  |                                                                                 |                                                                                 |                                                                                 |                                                                                 |                                                                                 |                                                                                 |  |  |  |  |  |  |                                                                          |                                                                          |                                                                          |                                                                          |                                                                          |                                                                          |  |  |  |  |  |  |  |  |  |  |  |  |  |  |  |  |  |  |  |  |  |  |  |  |  |  |  |  |  |  |  |  |  |  |  |  |  |  |
|  |  |  |  |  |  |  |  |                                                                                          |                                                                                          |                                                                                          |                                                                                          |                                                                                          |                                                                                          |  |  |                                                                                            |                                                                                            |                                                                                            |                                                                                            |                                                                                            |                                                                                            |  |  |                                                                                            |                                                                                            |                                                                                            |                                                                                            |                                                                                            |                                                                                            |  |  |                                                                                 |                                                                                 |                                                                                 |                                                                                 |                                                                                 |                                                                                 |  |  |  |  |  |  |                                                                          |                                                                          |                                                                          |                                                                          |                                                                          |                                                                          |  |  |  |  |  |  |  |  |  |  |  |  |  |  |  |  |  |  |  |  |  |  |  |  |  |  |  |  |  |  |  |  |  |  |  |  |  |  |
|  |  |  |  |  |  |  |  |                                                                                          |                                                                                          |                                                                                          |                                                                                          |                                                                                          |                                                                                          |  |  | نادرشاه فرمانروایی (۸ مارس ۱۷۳۶–۲۰ ژوئن ۱۷۴۷) زندگانی (۶ اوت ۱۶۹۷–۲۰ ژوئن ۱۷۴۷)            | نادرشاه فرمانروایی (۸ مارس ۱۷۳۶–۲۰ ژوئن ۱۷۴۷) زندگانی (۶ اوت ۱۶۹۷–۲۰ ژوئن ۱۷۴۷)            | نادرشاه فرمانروایی (۸ مارس ۱۷۳۶–۲۰ ژوئن ۱۷۴۷) زندگانی (۶ اوت ۱۶۹۷–۲۰ ژوئن ۱۷۴۷)            | نادرشاه فرمانروایی (۸ مارس ۱۷۳۶–۲۰ ژوئن ۱۷۴۷) زندگانی (۶ اوت ۱۶۹۷–۲۰ ژوئن ۱۷۴۷)            | نادرشاه فرمانروایی (۸ مارس ۱۷۳۶–۲۰ ژوئن ۱۷۴۷) زندگانی (۶ اوت ۱۶۹۷–۲۰ ژوئن ۱۷۴۷)            | نادرشاه فرمانروایی (۸ مارس ۱۷۳۶–۲۰ ژوئن ۱۷۴۷) زندگانی (۶ اوت ۱۶۹۷–۲۰ ژوئن ۱۷۴۷)            |  |  |                                                                                            |                                                                                            |                                                                                            |                                                                                            |                                                                                            |                                                                                            |  |  | ابراهیم‌خان ظهیرالدوله افشار سپهسالار آذربایجان (مارس ۱۷۳۶– دسامبر ۱۷۳۸)         | ابراهیم‌خان ظهیرالدوله افشار سپهسالار آذربایجان (مارس ۱۷۳۶– دسامبر ۱۷۳۸)         | ابراهیم‌خان ظهیرالدوله افشار سپهسالار آذربایجان (مارس ۱۷۳۶– دسامبر ۱۷۳۸)         | ابراهیم‌خان ظهیرالدوله افشار سپهسالار آذربایجان (مارس ۱۷۳۶– دسامبر ۱۷۳۸)         | ابراهیم‌خان ظهیرالدوله افشار سپهسالار آذربایجان (مارس ۱۷۳۶– دسامبر ۱۷۳۸)         | ابراهیم‌خان ظهیرالدوله افشار سپهسالار آذربایجان (مارس ۱۷۳۶– دسامبر ۱۷۳۸)         |  |  |  |  |  |  |                                                                          |                                                                          |                                                                          |                                                                          |                                                                          |                                                                          |  |  |  |  |  |  |  |  |  |  |  |  |  |  |  |  |  |  |  |  |  |  |  |  |  |  |  |  |  |  |  |  |  |  |  |  |  |  |
|  |  |  |  |  |  |  |  |                                                                                          |                                                                                          |                                                                                          |                                                                                          |                                                                                          |                                                                                          |  |  | نادرشاه فرمانروایی (۸ مارس ۱۷۳۶–۲۰ ژوئن ۱۷۴۷) زندگانی (۶ اوت ۱۶۹۷–۲۰ ژوئن ۱۷۴۷)            | نادرشاه فرمانروایی (۸ مارس ۱۷۳۶–۲۰ ژوئن ۱۷۴۷) زندگانی (۶ اوت ۱۶۹۷–۲۰ ژوئن ۱۷۴۷)            | نادرشاه فرمانروایی (۸ مارس ۱۷۳۶–۲۰ ژوئن ۱۷۴۷) زندگانی (۶ اوت ۱۶۹۷–۲۰ ژوئن ۱۷۴۷)            | نادرشاه فرمانروایی (۸ مارس ۱۷۳۶–۲۰ ژوئن ۱۷۴۷) زندگانی (۶ اوت ۱۶۹۷–۲۰ ژوئن ۱۷۴۷)            | نادرشاه فرمانروایی (۸ مارس ۱۷۳۶–۲۰ ژوئن ۱۷۴۷) زندگانی (۶ اوت ۱۶۹۷–۲۰ ژوئن ۱۷۴۷)            | نادرشاه فرمانروایی (۸ مارس ۱۷۳۶–۲۰ ژوئن ۱۷۴۷) زندگانی (۶ اوت ۱۶۹۷–۲۰ ژوئن ۱۷۴۷)            |  |  |                                                                                            |                                                                                            |                                                                                            |                                                                                            |                                                                                            |                                                                                            |  |  | ابراهیم‌خان ظهیرالدوله افشار سپهسالار آذربایجان (مارس ۱۷۳۶– دسامبر ۱۷۳۸)         | ابراهیم‌خان ظهیرالدوله افشار سپهسالار آذربایجان (مارس ۱۷۳۶– دسامبر ۱۷۳۸)         | ابراهیم‌خان ظهیرالدوله افشار سپهسالار آذربایجان (مارس ۱۷۳۶– دسامبر ۱۷۳۸)         | ابراهیم‌خان ظهیرالدوله افشار سپهسالار آذربایجان (مارس ۱۷۳۶– دسامبر ۱۷۳۸)         | ابراهیم‌خان ظهیرالدوله افشار سپهسالار آذربایجان (مارس ۱۷۳۶– دسامبر ۱۷۳۸)         | ابراهیم‌خان ظهیرالدوله افشار سپهسالار آذربایجان (مارس ۱۷۳۶– دسامبر ۱۷۳۸)         |  |  |  |  |  |  |                                                                          |                                                                          |                                                                          |                                                                          |                                                                          |                                                                          |  |  |  |  |  |  |  |  |  |  |  |  |  |  |  |  |  |  |  |  |  |  |  |  |  |  |  |  |  |  |  |  |  |  |  |  |  |  |
|  |  |  |  |  |  |  |  |                                                                                          |                                                                                          |                                                                                          |                                                                                          |                                                                                          |                                                                                          |  |  |                                                                                            |                                                                                            |                                                                                            |                                                                                            |                                                                                            |                                                                                            |  |  |                                                                                            |                                                                                            |                                                                                            |                                                                                            |                                                                                            |                                                                                            |  |  |                                                                                 |                                                                                 |                                                                                 |                                                                                 |                                                                                 |                                                                                 |  |  |  |  |  |  |                                                                          |                                                                          |                                                                          |                                                                          |                                                                          |                                                                          |  |  |  |  |  |  |  |  |  |  |  |  |  |  |  |  |  |  |  |  |  |  |  |  |  |  |  |  |  |  |  |  |  |  |  |  |  |  |
|  |  |  |  |  |  |  |  | شاهزاده امامقلی میرزا بیگلربیگی خراسان (۱۷۴۵–۱۷۴۷) زندگانی (۱۷ ژوئیه ۱۷۳۰–۲۰ ژوئیه ۱۷۴۷) | شاهزاده امامقلی میرزا بیگلربیگی خراسان (۱۷۴۵–۱۷۴۷) زندگانی (۱۷ ژوئیه ۱۷۳۰–۲۰ ژوئیه ۱۷۴۷) | شاهزاده امامقلی میرزا بیگلربیگی خراسان (۱۷۴۵–۱۷۴۷) زندگانی (۱۷ ژوئیه ۱۷۳۰–۲۰ ژوئیه ۱۷۴۷) | شاهزاده امامقلی میرزا بیگلربیگی خراسان (۱۷۴۵–۱۷۴۷) زندگانی (۱۷ ژوئیه ۱۷۳۰–۲۰ ژوئیه ۱۷۴۷) | شاهزاده امامقلی میرزا بیگلربیگی خراسان (۱۷۴۵–۱۷۴۷) زندگانی (۱۷ ژوئیه ۱۷۳۰–۲۰ ژوئیه ۱۷۴۷) | شاهزاده امامقلی میرزا بیگلربیگی خراسان (۱۷۴۵–۱۷۴۷) زندگانی (۱۷ ژوئیه ۱۷۳۰–۲۰ ژوئیه ۱۷۴۷) |  |  | شاهزاده نصرالله میرزا نایب‌السلطنه ایران (۱۷۴۰–۱۷۴۵) زندگانی (۹ سپتامبر ۱۷۲۴–۲۰ ژوئیه ۱۷۴۷) | شاهزاده نصرالله میرزا نایب‌السلطنه ایران (۱۷۴۰–۱۷۴۵) زندگانی (۹ سپتامبر ۱۷۲۴–۲۰ ژوئیه ۱۷۴۷) | شاهزاده نصرالله میرزا نایب‌السلطنه ایران (۱۷۴۰–۱۷۴۵) زندگانی (۹ سپتامبر ۱۷۲۴–۲۰ ژوئیه ۱۷۴۷) | شاهزاده نصرالله میرزا نایب‌السلطنه ایران (۱۷۴۰–۱۷۴۵) زندگانی (۹ سپتامبر ۱۷۲۴–۲۰ ژوئیه ۱۷۴۷) | شاهزاده نصرالله میرزا نایب‌السلطنه ایران (۱۷۴۰–۱۷۴۵) زندگانی (۹ سپتامبر ۱۷۲۴–۲۰ ژوئیه ۱۷۴۷) | شاهزاده نصرالله میرزا نایب‌السلطنه ایران (۱۷۴۰–۱۷۴۵) زندگانی (۹ سپتامبر ۱۷۲۴–۲۰ ژوئیه ۱۷۴۷) |  |  | شاهزاده رضاقلی میرزا نایب‌السلطنه ایران (۱۷۳۷–۱۷۴۰) زندگانی (۱۵ آوریل ۱۷۱۸–۱۹ ژوئیه ۱۷۴۷)   | شاهزاده رضاقلی میرزا نایب‌السلطنه ایران (۱۷۳۷–۱۷۴۰) زندگانی (۱۵ آوریل ۱۷۱۸–۱۹ ژوئیه ۱۷۴۷)   | شاهزاده رضاقلی میرزا نایب‌السلطنه ایران (۱۷۳۷–۱۷۴۰) زندگانی (۱۵ آوریل ۱۷۱۸–۱۹ ژوئیه ۱۷۴۷)   | شاهزاده رضاقلی میرزا نایب‌السلطنه ایران (۱۷۳۷–۱۷۴۰) زندگانی (۱۵ آوریل ۱۷۱۸–۱۹ ژوئیه ۱۷۴۷)   | شاهزاده رضاقلی میرزا نایب‌السلطنه ایران (۱۷۳۷–۱۷۴۰) زندگانی (۱۵ آوریل ۱۷۱۸–۱۹ ژوئیه ۱۷۴۷)   | شاهزاده رضاقلی میرزا نایب‌السلطنه ایران (۱۷۳۷–۱۷۴۰) زندگانی (۱۵ آوریل ۱۷۱۸–۱۹ ژوئیه ۱۷۴۷)   |  |  | عادل‌شاه فرمانروایی (۶ ژوئیه ۱۷۴۷–۱ اکتبر ۱۷۴۸) زندگانی (۱۷۱۹–۲۰ می ۱۷۴۹)        | عادل‌شاه فرمانروایی (۶ ژوئیه ۱۷۴۷–۱ اکتبر ۱۷۴۸) زندگانی (۱۷۱۹–۲۰ می ۱۷۴۹)        | عادل‌شاه فرمانروایی (۶ ژوئیه ۱۷۴۷–۱ اکتبر ۱۷۴۸) زندگانی (۱۷۱۹–۲۰ می ۱۷۴۹)        | عادل‌شاه فرمانروایی (۶ ژوئیه ۱۷۴۷–۱ اکتبر ۱۷۴۸) زندگانی (۱۷۱۹–۲۰ می ۱۷۴۹)        | عادل‌شاه فرمانروایی (۶ ژوئیه ۱۷۴۷–۱ اکتبر ۱۷۴۸) زندگانی (۱۷۱۹–۲۰ می ۱۷۴۹)        | عادل‌شاه فرمانروایی (۶ ژوئیه ۱۷۴۷–۱ اکتبر ۱۷۴۸) زندگانی (۱۷۱۹–۲۰ می ۱۷۴۹)        |  |  |  |  |  |  | ابراهیم‌شاه فرمانروایی (۶ ژوئیه ۱۷۴۸–۲۴ سپتامبر ۱۷۴۸) زندگانی (۱۷۱۷–۱۷۴۹) | ابراهیم‌شاه فرمانروایی (۶ ژوئیه ۱۷۴۸–۲۴ سپتامبر ۱۷۴۸) زندگانی (۱۷۱۷–۱۷۴۹) | ابراهیم‌شاه فرمانروایی (۶ ژوئیه ۱۷۴۸–۲۴ سپتامبر ۱۷۴۸) زندگانی (۱۷۱۷–۱۷۴۹) | ابراهیم‌شاه فرمانروایی (۶ ژوئیه ۱۷۴۸–۲۴ سپتامبر ۱۷۴۸) زندگانی (۱۷۱۷–۱۷۴۹) | ابراهیم‌شاه فرمانروایی (۶ ژوئیه ۱۷۴۸–۲۴ سپتامبر ۱۷۴۸) زندگانی (۱۷۱۷–۱۷۴۹) | ابراهیم‌شاه فرمانروایی (۶ ژوئیه ۱۷۴۸–۲۴ سپتامبر ۱۷۴۸) زندگانی (۱۷۱۷–۱۷۴۹) |  |  |  |  |  |  |  |  |  |  |  |  |  |  |  |  |  |  |  |  |  |  |  |  |  |  |  |  |  |  |  |  |  |  |  |  |  |  |
|  |  |  |  |  |  |  |  | شاهزاده امامقلی میرزا بیگلربیگی خراسان (۱۷۴۵–۱۷۴۷) زندگانی (۱۷ ژوئیه ۱۷۳۰–۲۰ ژوئیه ۱۷۴۷) | شاهزاده امامقلی میرزا بیگلربیگی خراسان (۱۷۴۵–۱۷۴۷) زندگانی (۱۷ ژوئیه ۱۷۳۰–۲۰ ژوئیه ۱۷۴۷) | شاهزاده امامقلی میرزا بیگلربیگی خراسان (۱۷۴۵–۱۷۴۷) زندگانی (۱۷ ژوئیه ۱۷۳۰–۲۰ ژوئیه ۱۷۴۷) | شاهزاده امامقلی میرزا بیگلربیگی خراسان (۱۷۴۵–۱۷۴۷) زندگانی (۱۷ ژوئیه ۱۷۳۰–۲۰ ژوئیه ۱۷۴۷) | شاهزاده امامقلی میرزا بیگلربیگی خراسان (۱۷۴۵–۱۷۴۷) زندگانی (۱۷ ژوئیه ۱۷۳۰–۲۰ ژوئیه ۱۷۴۷) | شاهزاده امامقلی میرزا بیگلربیگی خراسان (۱۷۴۵–۱۷۴۷) زندگانی (۱۷ ژوئیه ۱۷۳۰–۲۰ ژوئیه ۱۷۴۷) |  |  | شاهزاده نصرالله میرزا نایب‌السلطنه ایران (۱۷۴۰–۱۷۴۵) زندگانی (۹ سپتامبر ۱۷۲۴–۲۰ ژوئیه ۱۷۴۷) | شاهزاده نصرالله میرزا نایب‌السلطنه ایران (۱۷۴۰–۱۷۴۵) زندگانی (۹ سپتامبر ۱۷۲۴–۲۰ ژوئیه ۱۷۴۷) | شاهزاده نصرالله میرزا نایب‌السلطنه ایران (۱۷۴۰–۱۷۴۵) زندگانی (۹ سپتامبر ۱۷۲۴–۲۰ ژوئیه ۱۷۴۷) | شاهزاده نصرالله میرزا نایب‌السلطنه ایران (۱۷۴۰–۱۷۴۵) زندگانی (۹ سپتامبر ۱۷۲۴–۲۰ ژوئیه ۱۷۴۷) | شاهزاده نصرالله میرزا نایب‌السلطنه ایران (۱۷۴۰–۱۷۴۵) زندگانی (۹ سپتامبر ۱۷۲۴–۲۰ ژوئیه ۱۷۴۷) | شاهزاده نصرالله میرزا نایب‌السلطنه ایران (۱۷۴۰–۱۷۴۵) زندگانی (۹ سپتامبر ۱۷۲۴–۲۰ ژوئیه ۱۷۴۷) |  |  | شاهزاده رضاقلی میرزا نایب‌السلطنه ایران (۱۷۳۷–۱۷۴۰) زندگانی (۱۵ آوریل ۱۷۱۸–۱۹ ژوئیه ۱۷۴۷)   | شاهزاده رضاقلی میرزا نایب‌السلطنه ایران (۱۷۳۷–۱۷۴۰) زندگانی (۱۵ آوریل ۱۷۱۸–۱۹ ژوئیه ۱۷۴۷)   | شاهزاده رضاقلی میرزا نایب‌السلطنه ایران (۱۷۳۷–۱۷۴۰) زندگانی (۱۵ آوریل ۱۷۱۸–۱۹ ژوئیه ۱۷۴۷)   | شاهزاده رضاقلی میرزا نایب‌السلطنه ایران (۱۷۳۷–۱۷۴۰) زندگانی (۱۵ آوریل ۱۷۱۸–۱۹ ژوئیه ۱۷۴۷)   | شاهزاده رضاقلی میرزا نایب‌السلطنه ایران (۱۷۳۷–۱۷۴۰) زندگانی (۱۵ آوریل ۱۷۱۸–۱۹ ژوئیه ۱۷۴۷)   | شاهزاده رضاقلی میرزا نایب‌السلطنه ایران (۱۷۳۷–۱۷۴۰) زندگانی (۱۵ آوریل ۱۷۱۸–۱۹ ژوئیه ۱۷۴۷)   |  |  | عادل‌شاه فرمانروایی (۶ ژوئیه ۱۷۴۷–۱ اکتبر ۱۷۴۸) زندگانی (۱۷۱۹–۲۰ می ۱۷۴۹)        | عادل‌شاه فرمانروایی (۶ ژوئیه ۱۷۴۷–۱ اکتبر ۱۷۴۸) زندگانی (۱۷۱۹–۲۰ می ۱۷۴۹)        | عادل‌شاه فرمانروایی (۶ ژوئیه ۱۷۴۷–۱ اکتبر ۱۷۴۸) زندگانی (۱۷۱۹–۲۰ می ۱۷۴۹)        | عادل‌شاه فرمانروایی (۶ ژوئیه ۱۷۴۷–۱ اکتبر ۱۷۴۸) زندگانی (۱۷۱۹–۲۰ می ۱۷۴۹)        | عادل‌شاه فرمانروایی (۶ ژوئیه ۱۷۴۷–۱ اکتبر ۱۷۴۸) زندگانی (۱۷۱۹–۲۰ می ۱۷۴۹)        | عادل‌شاه فرمانروایی (۶ ژوئیه ۱۷۴۷–۱ اکتبر ۱۷۴۸) زندگانی (۱۷۱۹–۲۰ می ۱۷۴۹)        |  |  |  |  |  |  | ابراهیم‌شاه فرمانروایی (۶ ژوئیه ۱۷۴۸–۲۴ سپتامبر ۱۷۴۸) زندگانی (۱۷۱۷–۱۷۴۹) | ابراهیم‌شاه فرمانروایی (۶ ژوئیه ۱۷۴۸–۲۴ سپتامبر ۱۷۴۸) زندگانی (۱۷۱۷–۱۷۴۹) | ابراهیم‌شاه فرمانروایی (۶ ژوئیه ۱۷۴۸–۲۴ سپتامبر ۱۷۴۸) زندگانی (۱۷۱۷–۱۷۴۹) | ابراهیم‌شاه فرمانروایی (۶ ژوئیه ۱۷۴۸–۲۴ سپتامبر ۱۷۴۸) زندگانی (۱۷۱۷–۱۷۴۹) | ابراهیم‌شاه فرمانروایی (۶ ژوئیه ۱۷۴۸–۲۴ سپتامبر ۱۷۴۸) زندگانی (۱۷۱۷–۱۷۴۹) | ابراهیم‌شاه فرمانروایی (۶ ژوئیه ۱۷۴۸–۲۴ سپتامبر ۱۷۴۸) زندگانی (۱۷۱۷–۱۷۴۹) |  |  |  |  |  |  |  |  |  |  |  |  |  |  |  |  |  |  |  |  |  |  |  |  |  |  |  |  |  |  |  |  |  |  |  |  |  |  |
|  |  |  |  |  |  |  |  |                                                                                          |                                                                                          |                                                                                          |                                                                                          |                                                                                          |                                                                                          |  |  |                                                                                            |                                                                                            |                                                                                            |                                                                                            |                                                                                            |                                                                                            |  |  | شاهرخ‌شاه فرمانروایی (۱ اکتبر ۱۷۴۸–۱۴ می ۱۷۹۶) زندگانی (۲۱ مارس ۱۷۳۴–۱۷۹۶)                  |                                                                                            |                                                                                            |                                                                                            |                                                                                            |                                                                                            |  |  |                                                                                 |                                                                                 |                                                                                 |                                                                                 |                                                                                 |                                                                                 |  |  |  |  |  |  |                                                                          |                                                                          |                                                                          |                                                                          |                                                                          |                                                                          |  |  |  |  |  |  |  |  |  |  |  |  |  |  |  |  |  |  |  |  |  |  |  |  |  |  |  |  |  |  |  |  |  |  |  |  |  |  |
|  |  |  |  |  |  |  |  |                                                                                          |                                                                                          |                                                                                          |                                                                                          |                                                                                          |                                                                                          |  |  |                                                                                            |                                                                                            |                                                                                            |                                                                                            |                                                                                            |                                                                                            |  |  |                                                                                            |                                                                                            |                                                                                            |                                                                                            |                                                                                            |                                                                                            |  |  |                                                                                 |                                                                                 |                                                                                 |                                                                                 |                                                                                 |                                                                                 |  |  |  |  |  |  |                                                                          |                                                                          |                                                                          |                                                                          |                                                                          |                                                                          |  |  |  |  |  |  |  |  |  |  |  |  |  |  |  |  |  |  |  |  |  |  |  |  |  |  |  |  |  |  |  |  |  |  |  |  |  |  |
|  |  |  |  |  |  |  |  |                                                                                          |                                                                                          |                                                                                          |                                                                                          |                                                                                          |                                                                                          |  |  |                                                                                            |                                                                                            |                                                                                            |                                                                                            |                                                                                            |                                                                                            |  |  |                                                                                            |                                                                                            |                                                                                            |                                                                                            |                                                                                            |                                                                                            |  |  |                                                                                 |                                                                                 |                                                                                 |                                                                                 |                                                                                 |                                                                                 |  |  |  |  |  |  |                                                                          |                                                                          |                                                                          |                                                                          |                                                                          |                                                                          |  |  |  |  |  |  |  |  |  |  |  |  |  |  |  |  |  |  |  |  |  |  |  |  |  |  |  |  |  |  |  |  |  |  |  |  |  |  |
|  |  |  |  |  |  |  |  |                                                                                          |                                                                                          |                                                                                          |                                                                                          |                                                                                          |                                                                                          |  |  | شاهزاده عباس میرزا زندگانی (۱۷۶۲–۱۸۰۳)                                                     | شاهزاده عباس میرزا زندگانی (۱۷۶۲–۱۸۰۳)                                                     | شاهزاده عباس میرزا زندگانی (۱۷۶۲–۱۸۰۳)                                                     | شاهزاده عباس میرزا زندگانی (۱۷۶۲–۱۸۰۳)                                                     | شاهزاده عباس میرزا زندگانی (۱۷۶۲–۱۸۰۳)                                                     | شاهزاده عباس میرزا زندگانی (۱۷۶۲–۱۸۰۳)                                                     |  |  | شاهزاده نادر میرزا ولیعهد (۱۷۸۶–۱۷۹۶) شاه خراسان (مه ۱۸۰۳–دسامبر ۱۸۰۳) زندگانی (۱۷۵۲–۱۸۰۴) | شاهزاده نادر میرزا ولیعهد (۱۷۸۶–۱۷۹۶) شاه خراسان (مه ۱۸۰۳–دسامبر ۱۸۰۳) زندگانی (۱۷۵۲–۱۸۰۴) | شاهزاده نادر میرزا ولیعهد (۱۷۸۶–۱۷۹۶) شاه خراسان (مه ۱۸۰۳–دسامبر ۱۸۰۳) زندگانی (۱۷۵۲–۱۸۰۴) | شاهزاده نادر میرزا ولیعهد (۱۷۸۶–۱۷۹۶) شاه خراسان (مه ۱۸۰۳–دسامبر ۱۸۰۳) زندگانی (۱۷۵۲–۱۸۰۴) | شاهزاده نادر میرزا ولیعهد (۱۷۸۶–۱۷۹۶) شاه خراسان (مه ۱۸۰۳–دسامبر ۱۸۰۳) زندگانی (۱۷۵۲–۱۸۰۴) | شاهزاده نادر میرزا ولیعهد (۱۷۸۶–۱۷۹۶) شاه خراسان (مه ۱۸۰۳–دسامبر ۱۸۰۳) زندگانی (۱۷۵۲–۱۸۰۴) |  |  | شاهزاده نصرالله میرزا ولیعهد (۱۷۶۸–۱۷۸۶) زندگانی (۳۰ نوامبر ۱۷۵۰–۲۴ اکتبر ۱۷۸۶) | شاهزاده نصرالله میرزا ولیعهد (۱۷۶۸–۱۷۸۶) زندگانی (۳۰ نوامبر ۱۷۵۰–۲۴ اکتبر ۱۷۸۶) | شاهزاده نصرالله میرزا ولیعهد (۱۷۶۸–۱۷۸۶) زندگانی (۳۰ نوامبر ۱۷۵۰–۲۴ اکتبر ۱۷۸۶) | شاهزاده نصرالله میرزا ولیعهد (۱۷۶۸–۱۷۸۶) زندگانی (۳۰ نوامبر ۱۷۵۰–۲۴ اکتبر ۱۷۸۶) | شاهزاده نصرالله میرزا ولیعهد (۱۷۶۸–۱۷۸۶) زندگانی (۳۰ نوامبر ۱۷۵۰–۲۴ اکتبر ۱۷۸۶) | شاهزاده نصرالله میرزا ولیعهد (۱۷۶۸–۱۷۸۶) زندگانی (۳۰ نوامبر ۱۷۵۰–۲۴ اکتبر ۱۷۸۶) |  |  |  |  |  |  |                                                                          |                                                                          |                                                                          |                                                                          |                                                                          |                                                                          |  |  |  |  |  |  |  |  |  |  |  |  |  |  |  |  |  |  |  |  |  |  |  |  |  |  |  |  |  |  |  |  |  |  |  |  |  |  |
|  |  |  |  |  |  |  |  |                                                                                          |                                                                                          |                                                                                          |                                                                                          |                                                                                          |                                                                                          |  |  | شاهزاده عباس میرزا زندگانی (۱۷۶۲–۱۸۰۳)                                                     | شاهزاده عباس میرزا زندگانی (۱۷۶۲–۱۸۰۳)                                                     | شاهزاده عباس میرزا زندگانی (۱۷۶۲–۱۸۰۳)                                                     | شاهزاده عباس میرزا زندگانی (۱۷۶۲–۱۸۰۳)                                                     | شاهزاده عباس میرزا زندگانی (۱۷۶۲–۱۸۰۳)                                                     | شاهزاده عباس میرزا زندگانی (۱۷۶۲–۱۸۰۳)                                                     |  |  | شاهزاده نادر میرزا ولیعهد (۱۷۸۶–۱۷۹۶) شاه خراسان (مه ۱۸۰۳–دسامبر ۱۸۰۳) زندگانی (۱۷۵۲–۱۸۰۴) | شاهزاده نادر میرزا ولیعهد (۱۷۸۶–۱۷۹۶) شاه خراسان (مه ۱۸۰۳–دسامبر ۱۸۰۳) زندگانی (۱۷۵۲–۱۸۰۴) | شاهزاده نادر میرزا ولیعهد (۱۷۸۶–۱۷۹۶) شاه خراسان (مه ۱۸۰۳–دسامبر ۱۸۰۳) زندگانی (۱۷۵۲–۱۸۰۴) | شاهزاده نادر میرزا ولیعهد (۱۷۸۶–۱۷۹۶) شاه خراسان (مه ۱۸۰۳–دسامبر ۱۸۰۳) زندگانی (۱۷۵۲–۱۸۰۴) | شاهزاده نادر میرزا ولیعهد (۱۷۸۶–۱۷۹۶) شاه خراسان (مه ۱۸۰۳–دسامبر ۱۸۰۳) زندگانی (۱۷۵۲–۱۸۰۴) | شاهزاده نادر میرزا ولیعهد (۱۷۸۶–۱۷۹۶) شاه خراسان (مه ۱۸۰۳–دسامبر ۱۸۰۳) زندگانی (۱۷۵۲–۱۸۰۴) |  |  | شاهزاده نصرالله میرزا ولیعهد (۱۷۶۸–۱۷۸۶) زندگانی (۳۰ نوامبر ۱۷۵۰–۲۴ اکتبر ۱۷۸۶) | شاهزاده نصرالله میرزا ولیعهد (۱۷۶۸–۱۷۸۶) زندگانی (۳۰ نوامبر ۱۷۵۰–۲۴ اکتبر ۱۷۸۶) | شاهزاده نصرالله میرزا ولیعهد (۱۷۶۸–۱۷۸۶) زندگانی (۳۰ نوامبر ۱۷۵۰–۲۴ اکتبر ۱۷۸۶) | شاهزاده نصرالله میرزا ولیعهد (۱۷۶۸–۱۷۸۶) زندگانی (۳۰ نوامبر ۱۷۵۰–۲۴ اکتبر ۱۷۸۶) | شاهزاده نصرالله میرزا ولیعهد (۱۷۶۸–۱۷۸۶) زندگانی (۳۰ نوامبر ۱۷۵۰–۲۴ اکتبر ۱۷۸۶) | شاهزاده نصرالله میرزا ولیعهد (۱۷۶۸–۱۷۸۶) زندگانی (۳۰ نوامبر ۱۷۵۰–۲۴ اکتبر ۱۷۸۶) |  |  |  |  |  |  |                                                                          |                                                                          |                                                                          |                                                                          |                                                                          |                                                                          |  |  |  |  |  |  |  |  |  |  |  |  |  |  |  |  |  |  |  |  |  |  |  |  |  |  |  |  |  |  |  |  |  |  |  |  |  |  |
|  |  |  |  |  |  |  |  |                                                                                          |                                                                                          |                                                                                          |                                                                                          |                                                                                          |                                                                                          |  |  | شاهزاده شاهرخ میرزا افشار                                                                  | شاهزاده شاهرخ میرزا افشار                                                                  | شاهزاده شاهرخ میرزا افشار                                                                  | شاهزاده شاهرخ میرزا افشار                                                                  | شاهزاده شاهرخ میرزا افشار                                                                  | شاهزاده شاهرخ میرزا افشار                                                                  |  |  | شهزادی خانم درسال ۱۸۰۲ با محمدعلی میرزا دولتشاه پسر فتحعلی‌شاه ازدواج کرد                   | شهزادی خانم درسال ۱۸۰۲ با محمدعلی میرزا دولتشاه پسر فتحعلی‌شاه ازدواج کرد                   | شهزادی خانم درسال ۱۸۰۲ با محمدعلی میرزا دولتشاه پسر فتحعلی‌شاه ازدواج کرد                   | شهزادی خانم درسال ۱۸۰۲ با محمدعلی میرزا دولتشاه پسر فتحعلی‌شاه ازدواج کرد                   | شهزادی خانم درسال ۱۸۰۲ با محمدعلی میرزا دولتشاه پسر فتحعلی‌شاه ازدواج کرد                   | شهزادی خانم درسال ۱۸۰۲ با محمدعلی میرزا دولتشاه پسر فتحعلی‌شاه ازدواج کرد                   |  |  |                                                                                 |                                                                                 |                                                                                 |                                                                                 |                                                                                 |                                                                                 |  |  |  |  |  |  |                                                                          |                                                                          |                                                                          |                                                                          |                                                                          |                                                                          |  |  |  |  |  |  |  |  |  |  |  |  |  |  |  |  |  |  |  |  |  |  |  |  |  |  |  |  |  |  |  |  |  |  |  |  |  |  |

## نگارخانه

مهر نادرشاه با نشان شیر و خورشید و عبارت «المُلکُ لله» به معنای «پادشاهی از آنِ خداست»
پرچم نیروی دریایی افشاریان
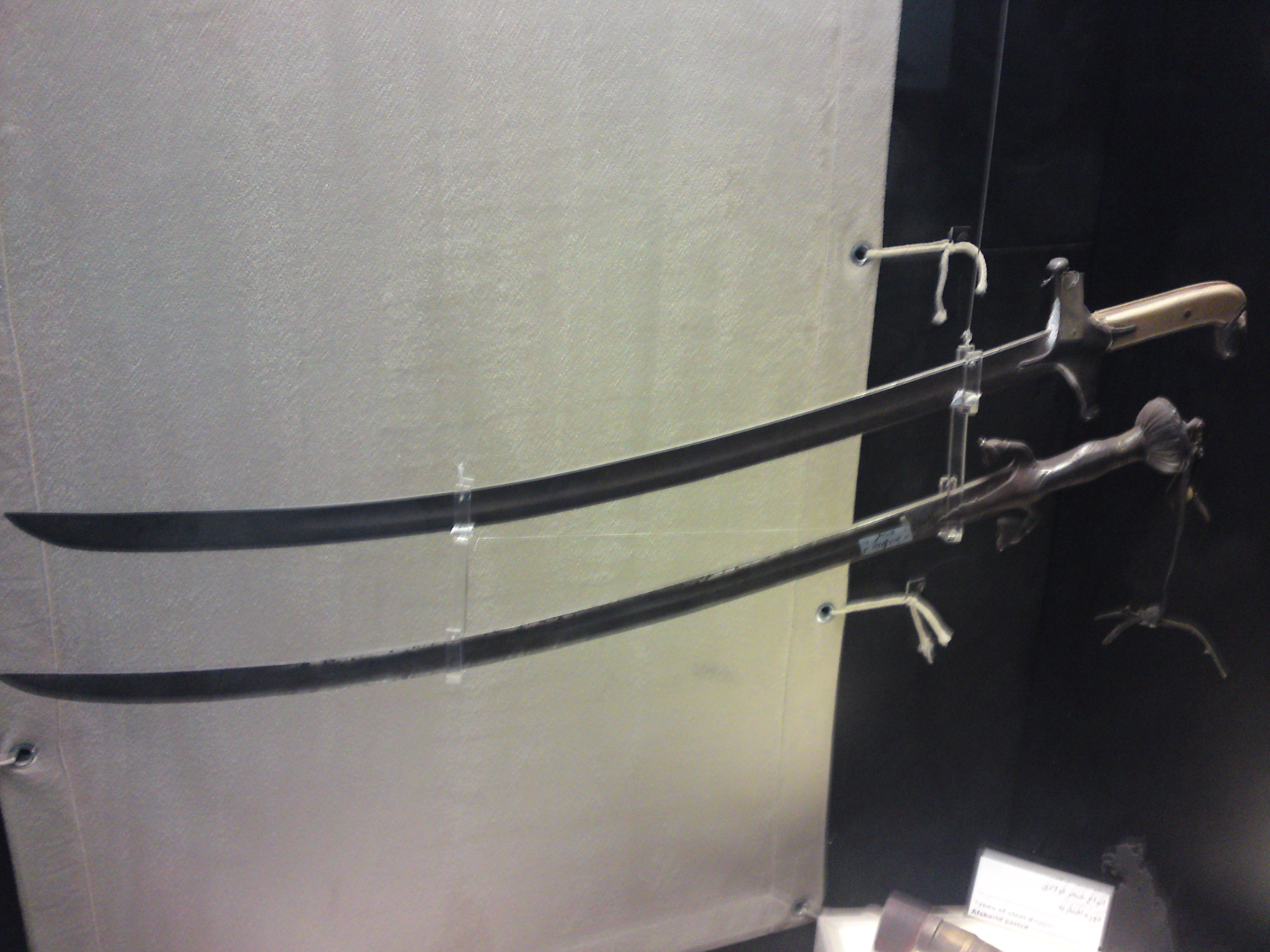
شمشیرهای دوران افشاریان در موزه آرامگاه نادرشاه افشار
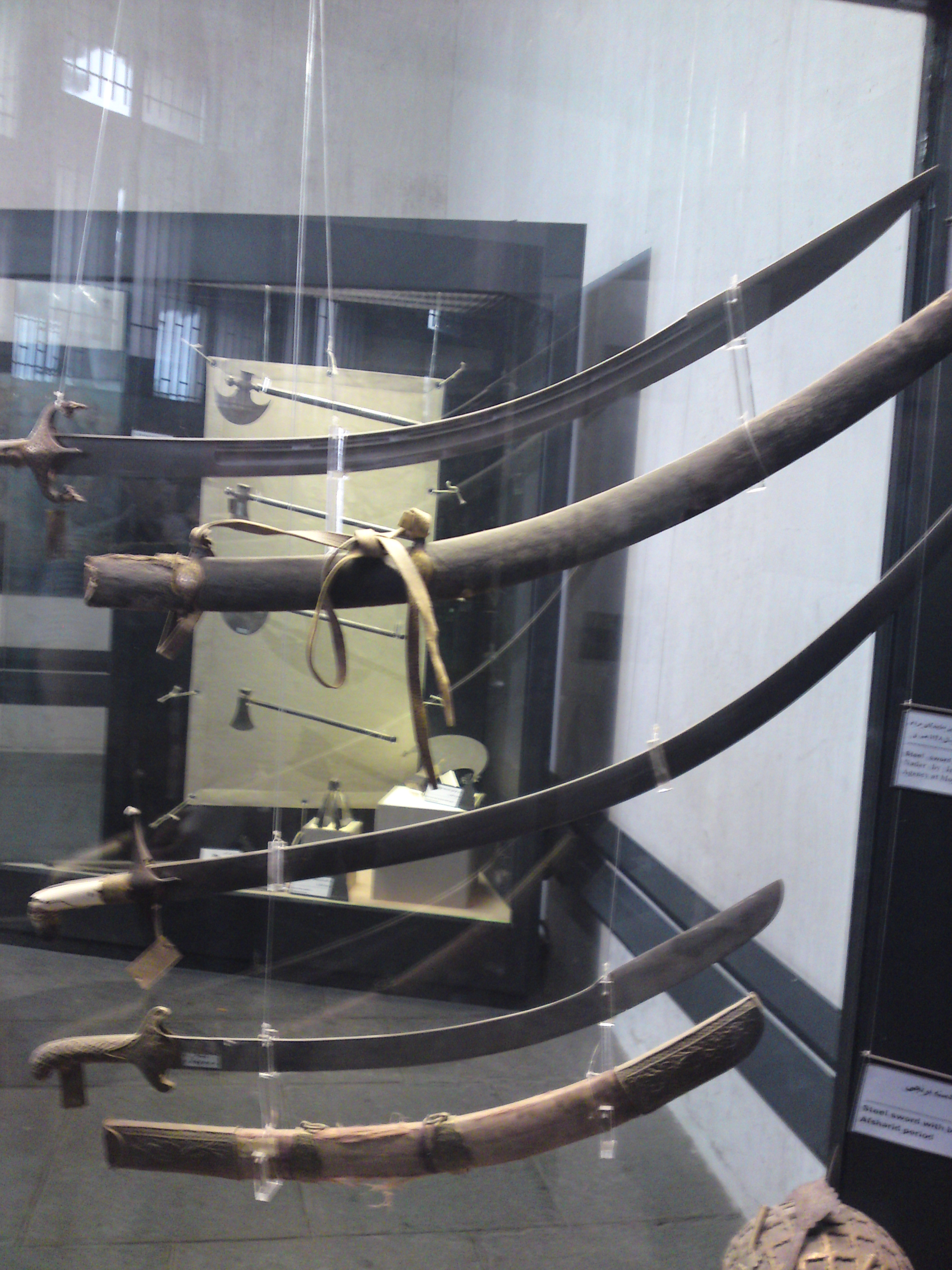
شمشیر نادرشاه افشار در موزه آرامگاه نادرشاه
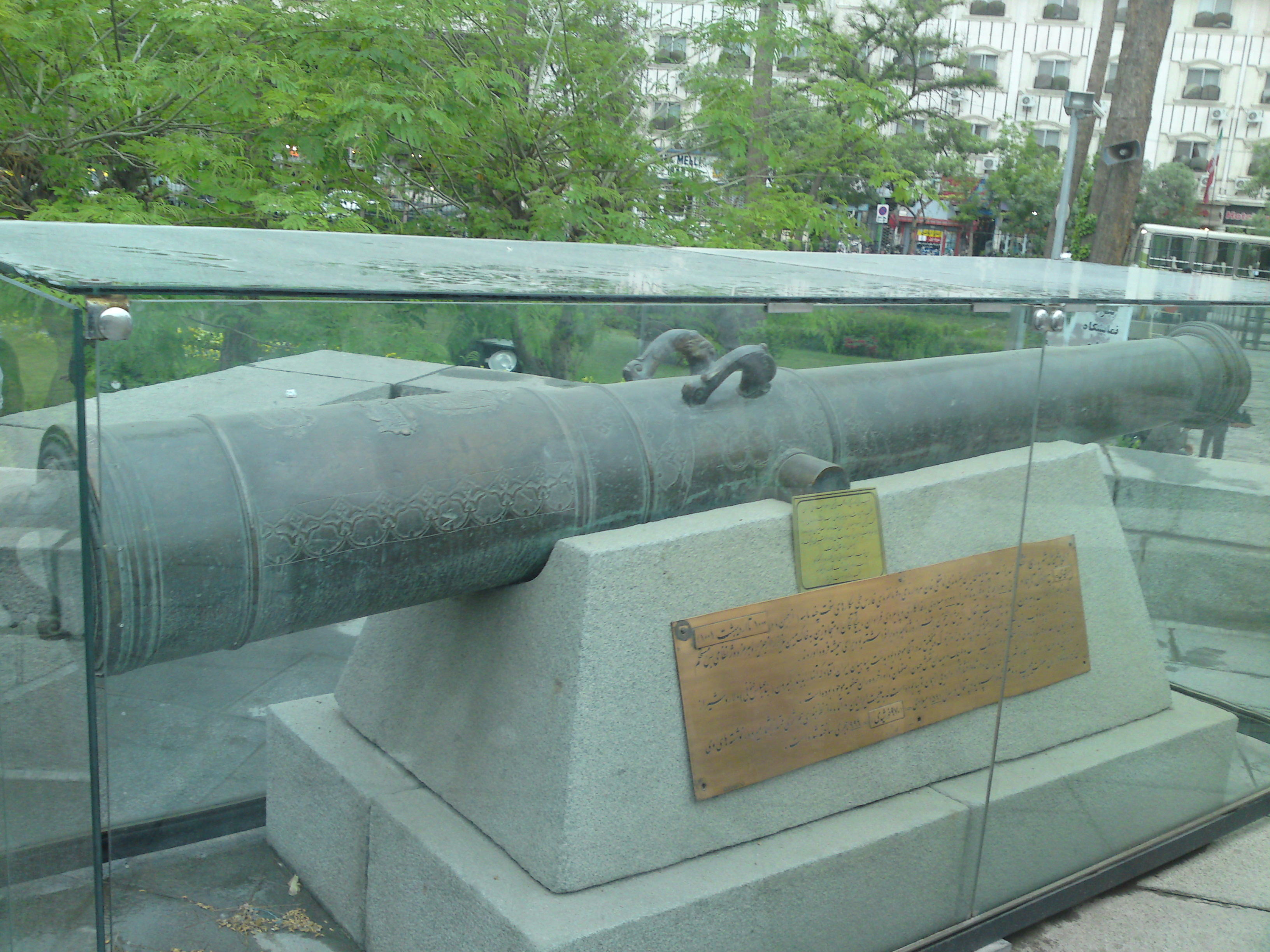
توپ جنگی مربوط به دوران صفویه و افشاریه در آرامگاه نادرشاه افشار

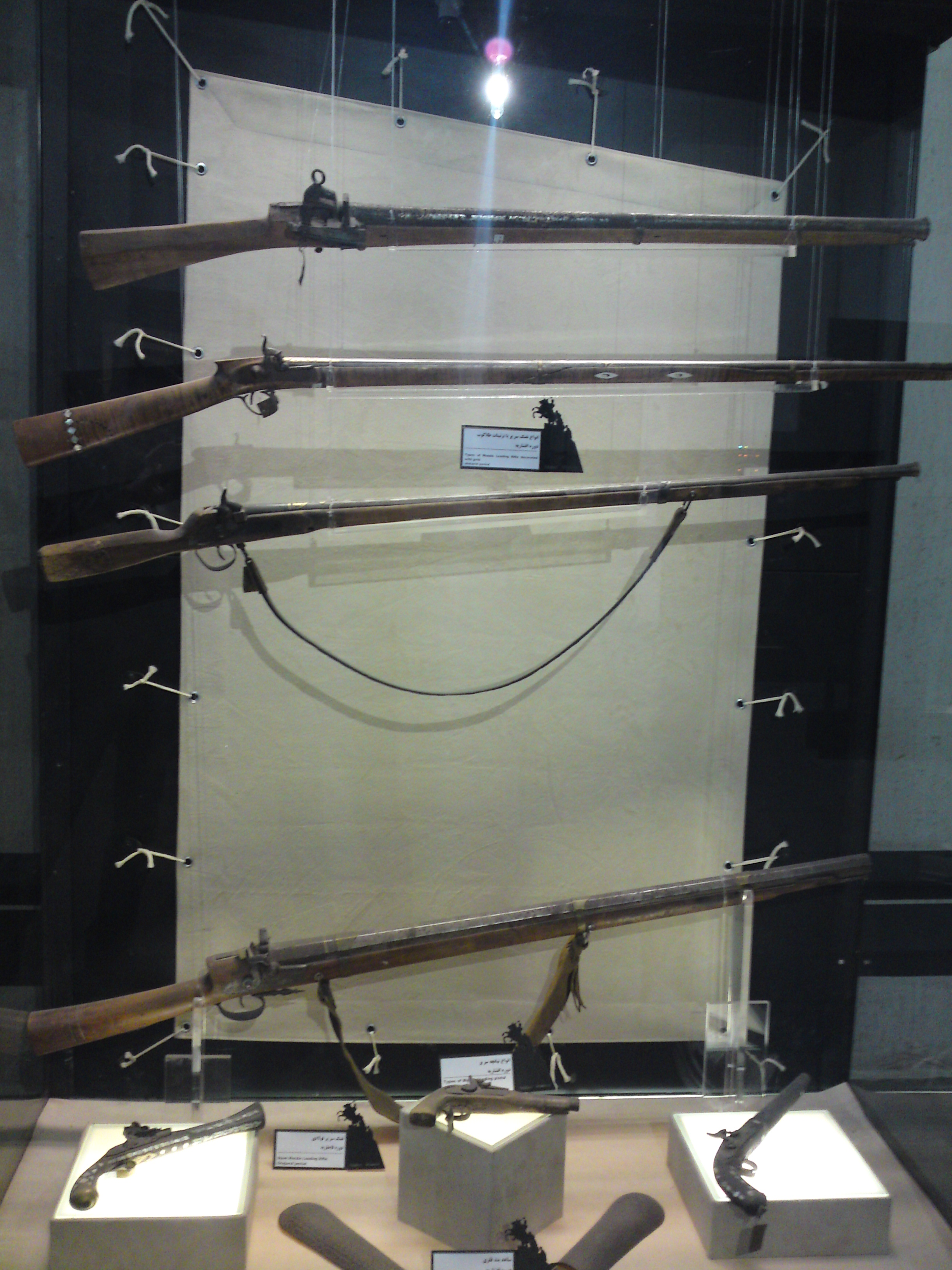
تفنگ‌های دوران افشاریان در موزه آرامگاه نادرشاه افشار
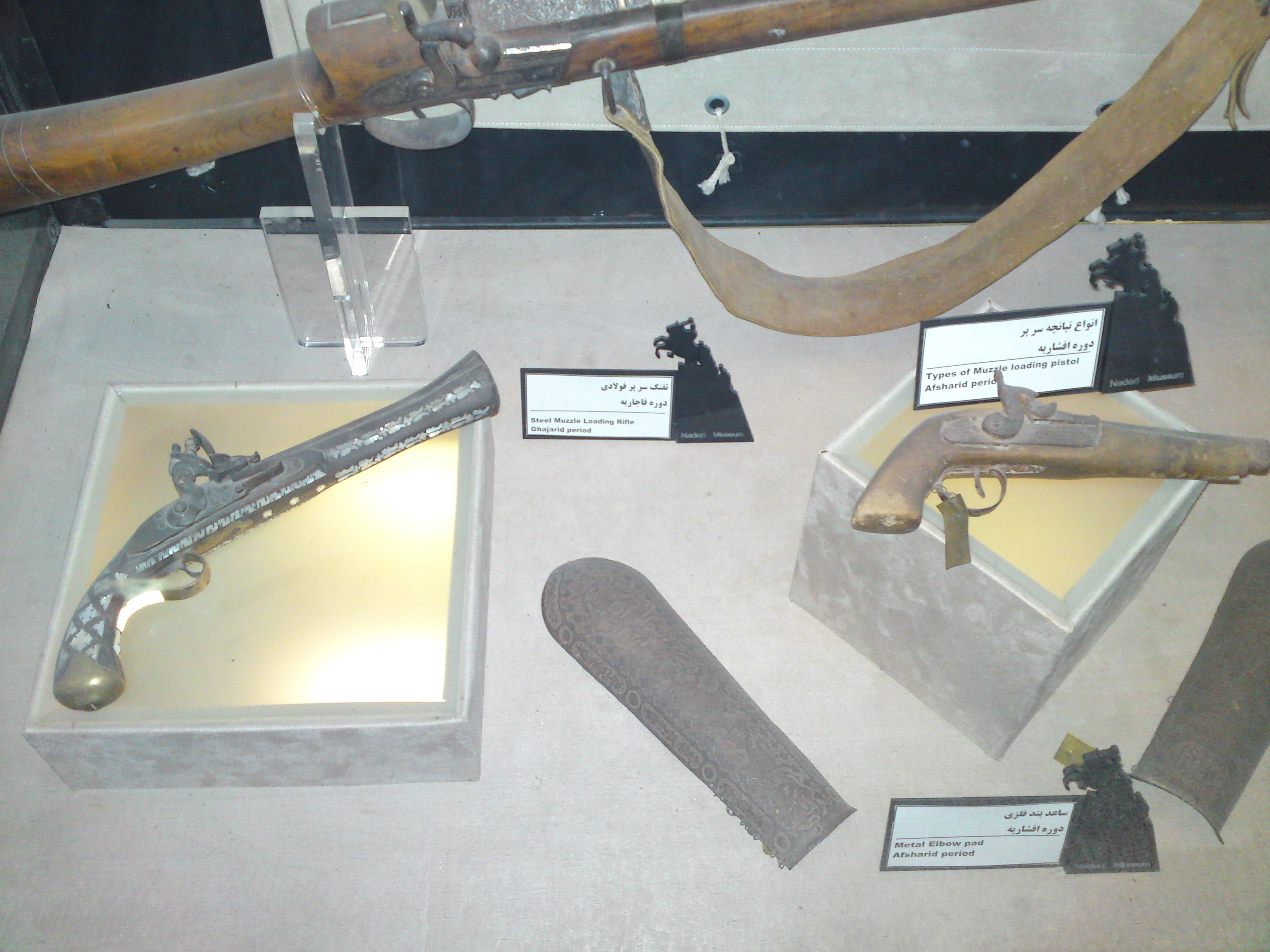
تپانچه‌های دوران افشاریان در موزه آرامگاه نادرشاه افشار
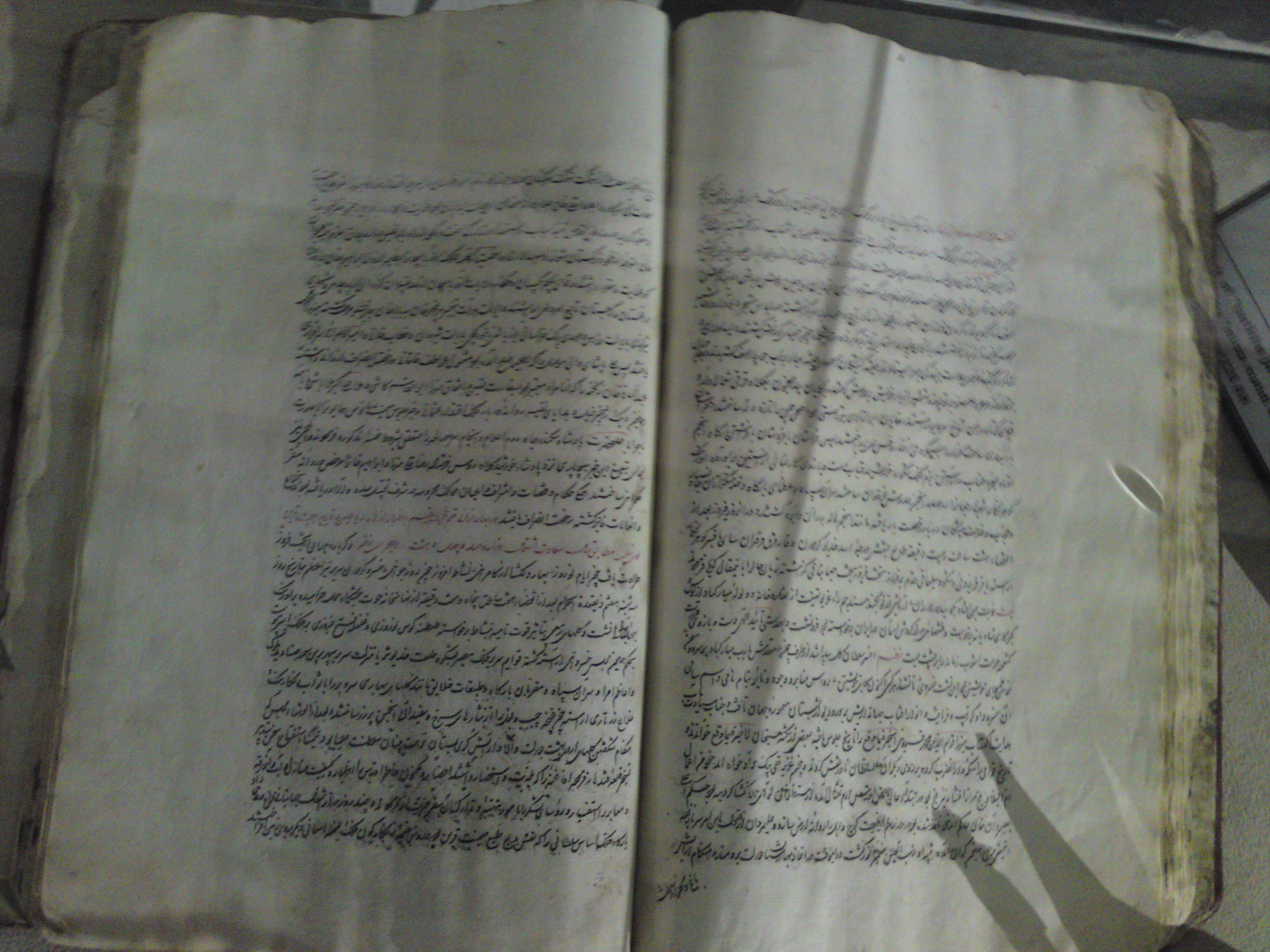
کتاب جهانگشای نادری در موزه آرامگاه نادرشاه افشار

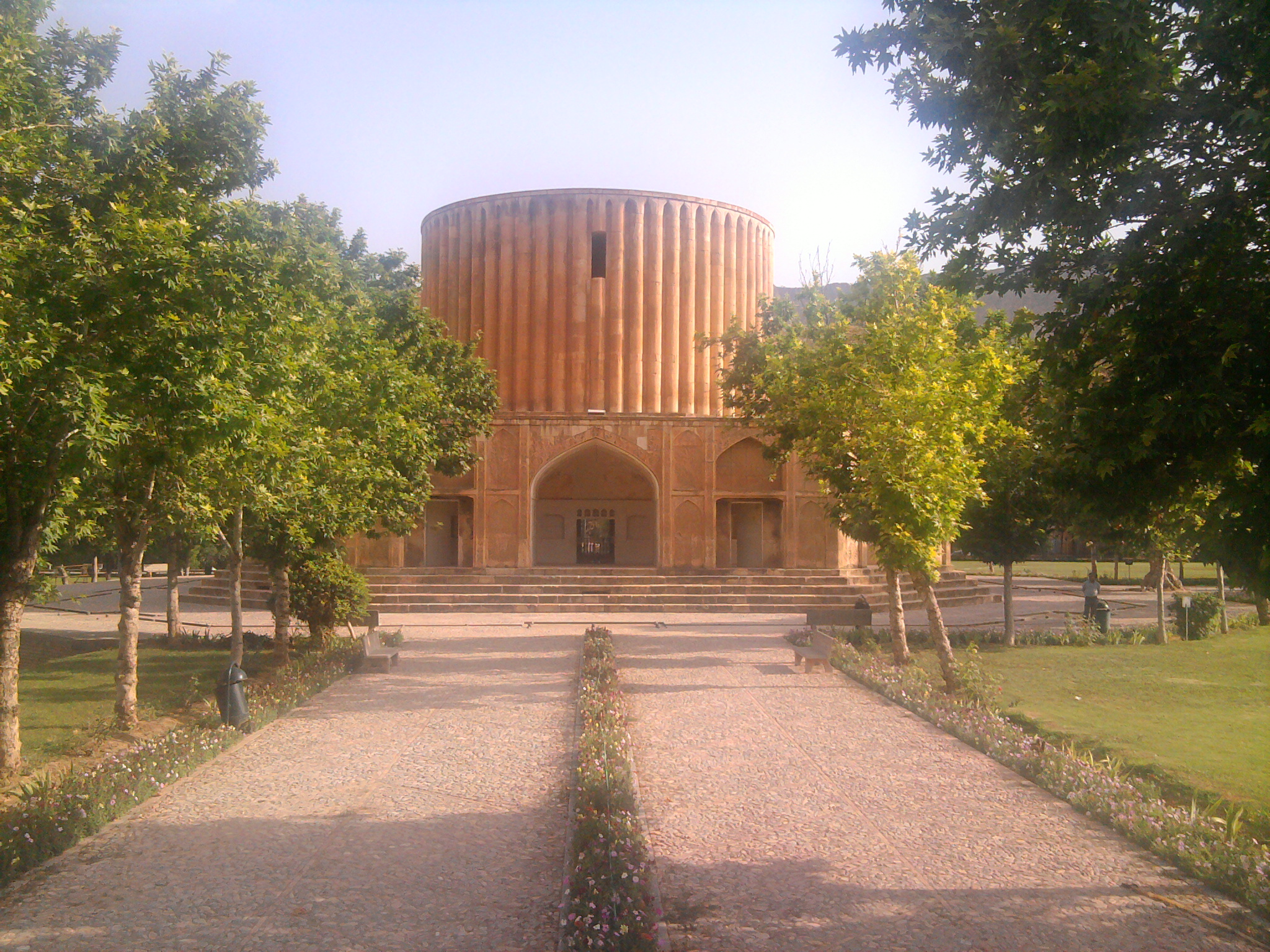
کاخ خورشید واقع در شهر کلات
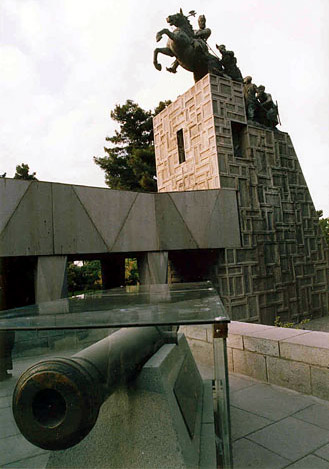
مقبره نادرشاه در مشهد

## یادداشت
1. ↑  بررسی تعامل نادرشاه با مذهب تشیع و علمای شیعی، از این لحاظ اهمیت داشت که این دوره، زمان گذار بین دو دوره تثبیت یعنی صفویه و قاجاریه بود. از این رو، این فرضیه ثابت می‌شود که نادرشاه با اولویت دادن به مسائل سیاسی و نظامی، به نهاد دینی نپرداخت، بلکه بزرگ‌ترین دغدغه او حفظ چارچوب حکومت بود و همه چیز را در خدمت سیاست می‌دید؛ حتی نهاد دینی باید در خدمت سیاست می‌بود. این وضعیت، به تعامل ناهماهنگ و غالبیت نهاد دولت برنهاد دین منجر می‌شد. علاوه بر این، نادر در بستر این اوضاع، ایده‌های مذهبی خاصی هم داشت. وی از مذهب تشیع مانند صفویان حمایت رسمی نمی‌کرد و طرف‌داری از خاندان صفوی را منع نمود و برای علما نیز ارزشی قائل نمی‌شد؛ زیرا علما حامی حکومت صفوی بودند. هم‌چنین با ضبط اوقاف، به منابع مالی علما ضربه زد. در نتیجه، حضور علما در عرصه سیاسی و اجتماعی کم‌رنگ شد، وی با عملی کردن چنین ایده‌ای، مذهب تشیع را هم‌سطح سایر فرق تنزل داد. معیار حضور علما در دربار او اطاعت محض بود در غیر این صورت، به قتل می‌رسیدند. او با ابزار سیاست با دین روبه‌رو شد. وجود بعضی شاخص‌ها؛ نظیر محدود شدن کارکردهای مذهبی و اجتماعی علما و حضور کم‌رنگ آن‌ها در عرصه سیاسی، محدود شدن منابع مالی وقفی و غیروقفی علمای شیعه و در نهایت گوشه‌گیری و مهاجرت به سرزمین‌های مجاور ایران نشان‌دهنده ضعف نهاد دینی در این دوران است.[۵]